# Biserica reformată din Gogan-Varolea

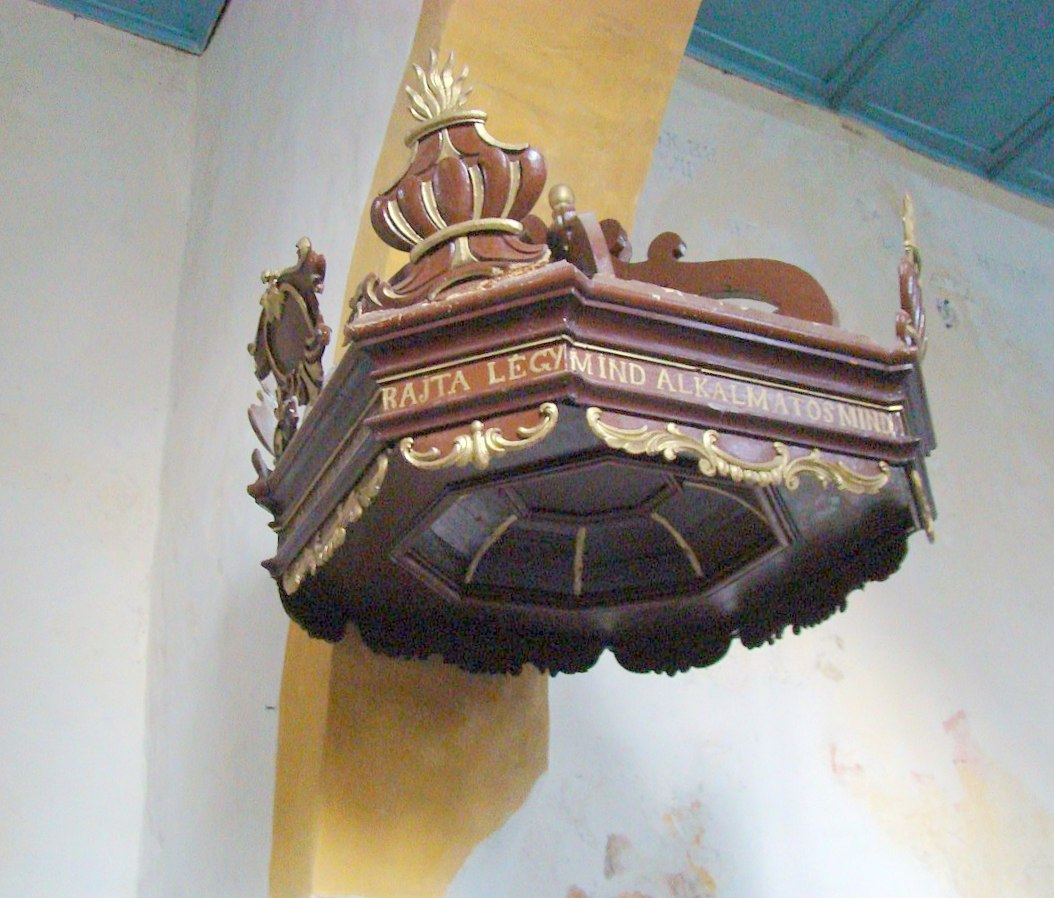
Coronamentul amvonului

Biserica reformată din Gogan-Varolea este un ansamblu de monumente istorice aflat pe teritoriul satului Gogan, comuna Bahnea.
Ansamblul este format din trei monumente:
- Biserica reformată (cod LMI MS-II-m-A-15686.01)
- Clopotniță din lemn (cod LMI MS-II-m-A-15686.02)
- Casa parohială (cod LMI MS-II-m-A-15686.03)

## Localitatea
Gogan, în trecut împărțit în două sate Gogan și Gogan-Varolea (în maghiară Gógán, Gógánváralja, în germană Gogeschdorf, Gogeschburg) este un sat în comuna Bahnea din județul Mureș, Transilvania, România. Prima atestare documentară este din anul 1332, sub numele de Subcastrum.

## Biserica
A fost construită din piatră și cărămidă, probabil în a doua jumătate a secolului al XIII-lea. Construcția unei biserici dedicate Fecioarei Maria la sfârșitul secolului al XIII-lea este confirmată de o cărămidă inscripționată: „ISTA ECCLESIA EST FABRI (C) ATA IN HONO (R) E [A] E VIRG (INI) S”. Înălțimea finală a bisericii, 7 metri, a fost atinsă după lucrările de reconstrucție și extindere de la mijlocul secolului al XIV-lea, când sanctuarul a fost extins și nava a fost ajustată la înălțimea noului sanctuar poligonal construit.
Biserica a avut un tavan casetat și ornamentat cu picturi (1501-1520; în prezent la „Muzeul Național din Budapesta”), cea mai veche lucrare de acest fel pe teritoriul fostului regat maghiar. Decor caracteristic artei Renașterii, cu vrejuri vegetale, dar si cu imagini religioase subordonate ansamblului decorativ. Dintre cele 48 de casete, una prezintă stema familiei nobiliare Bethlen, care înfățișează un șarpe.

## Imagini din exterior

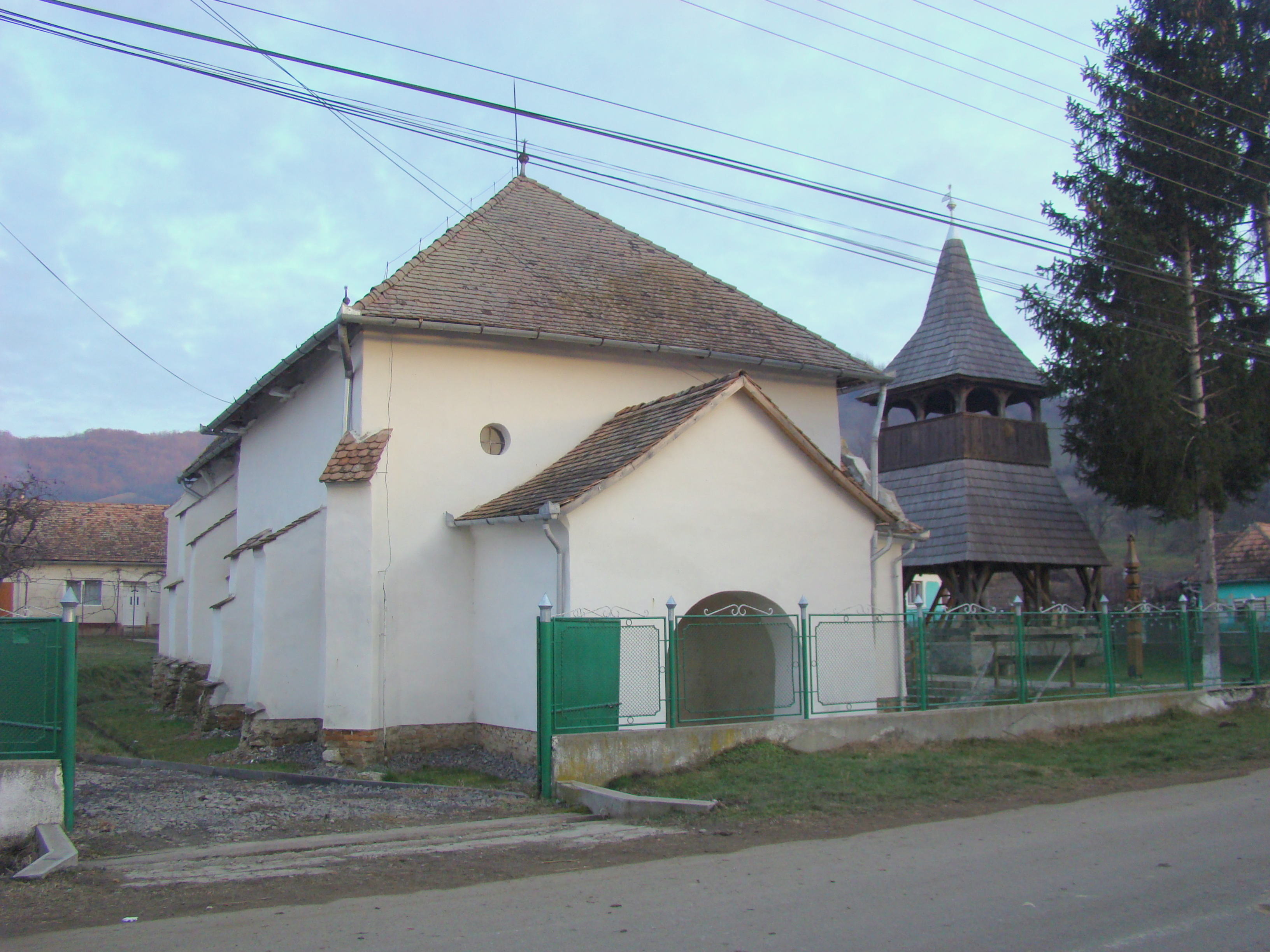
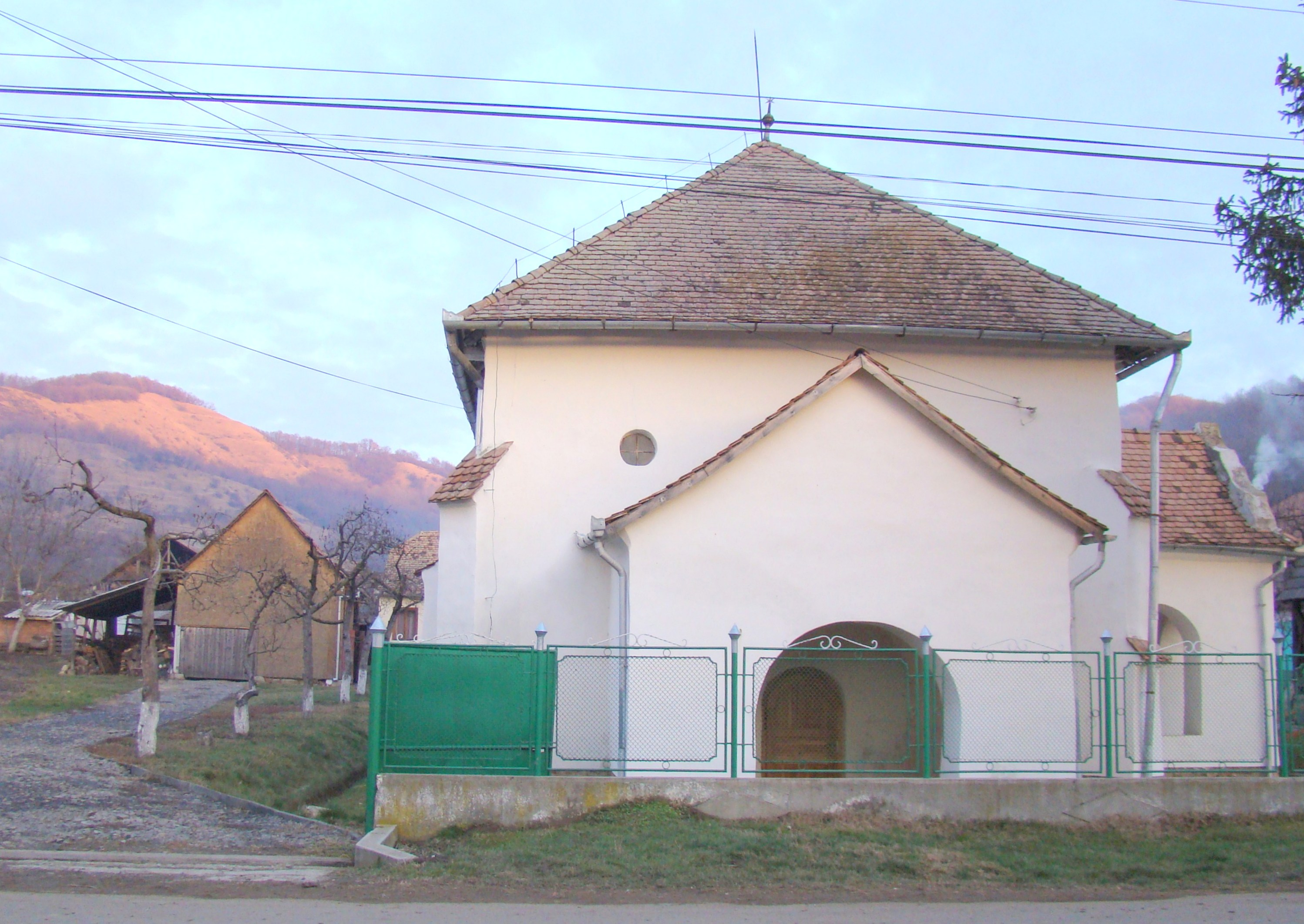
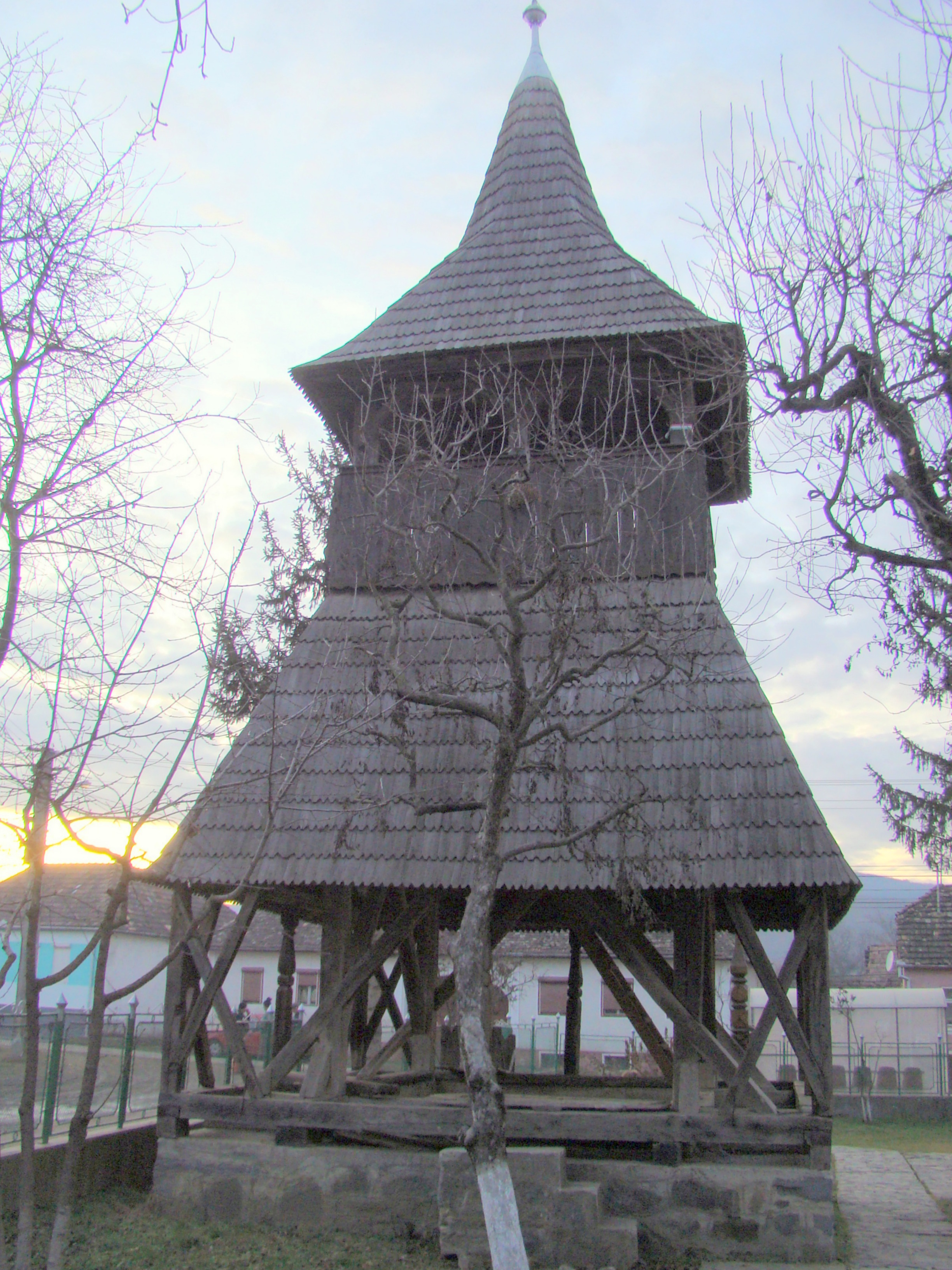
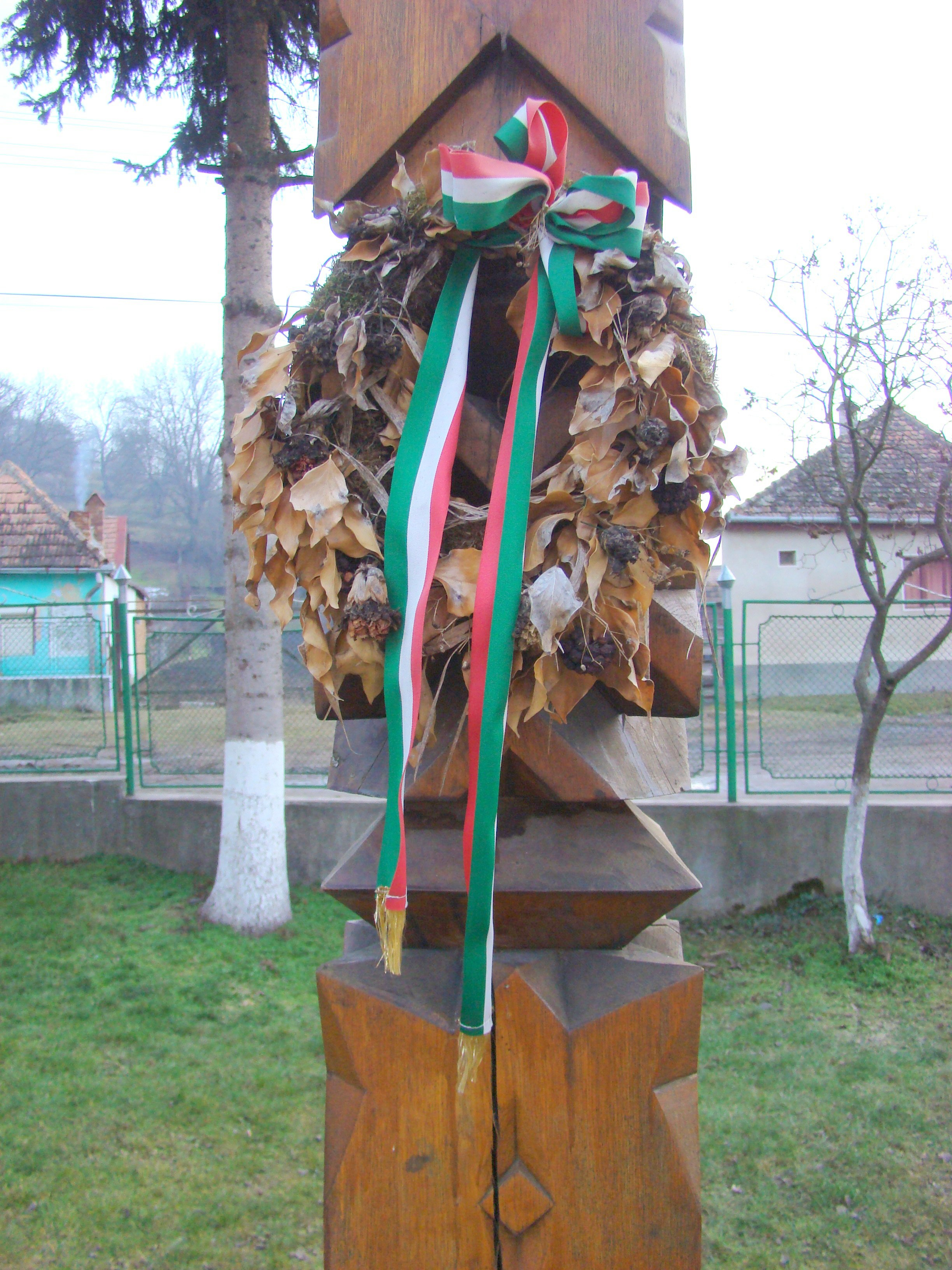
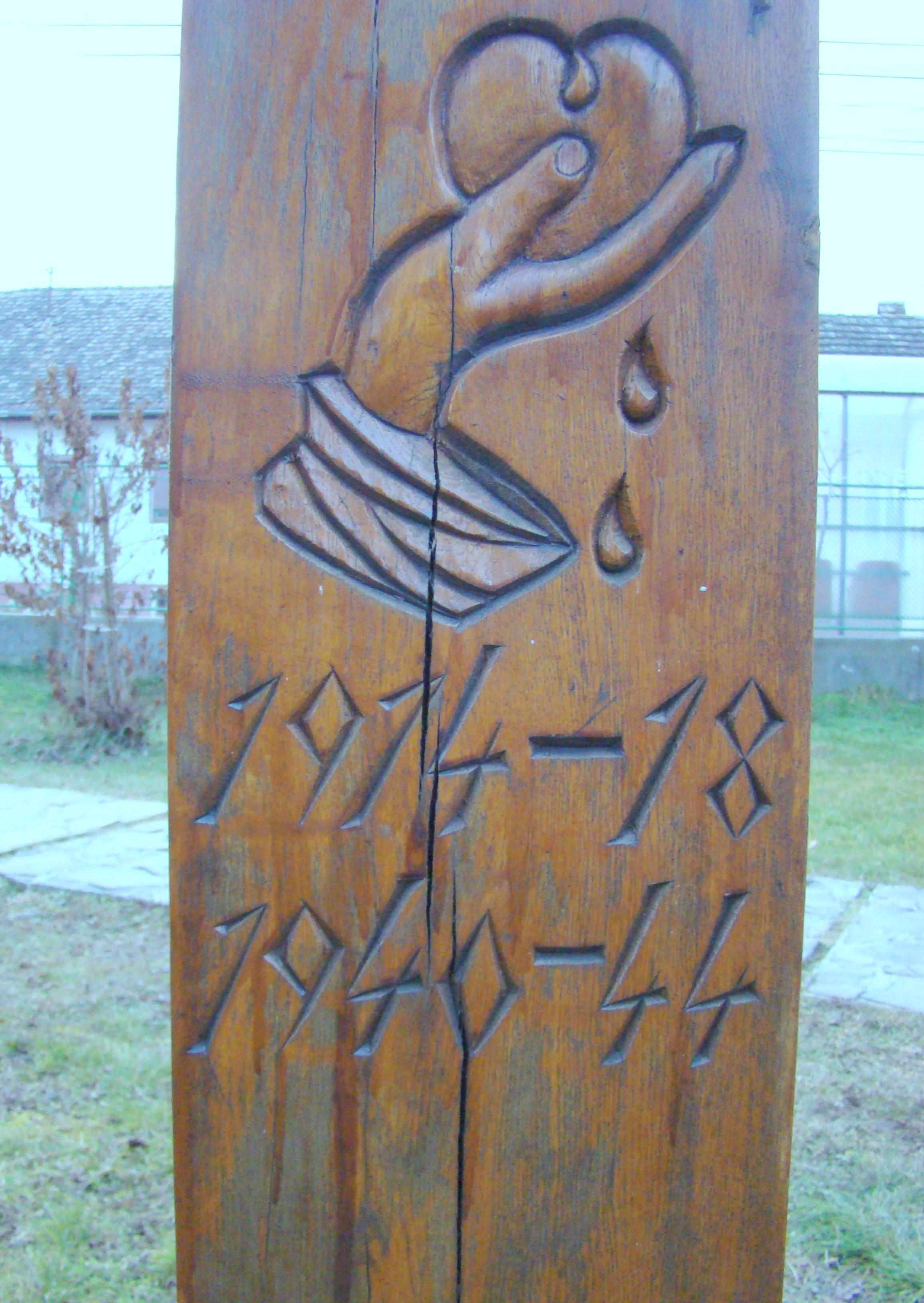
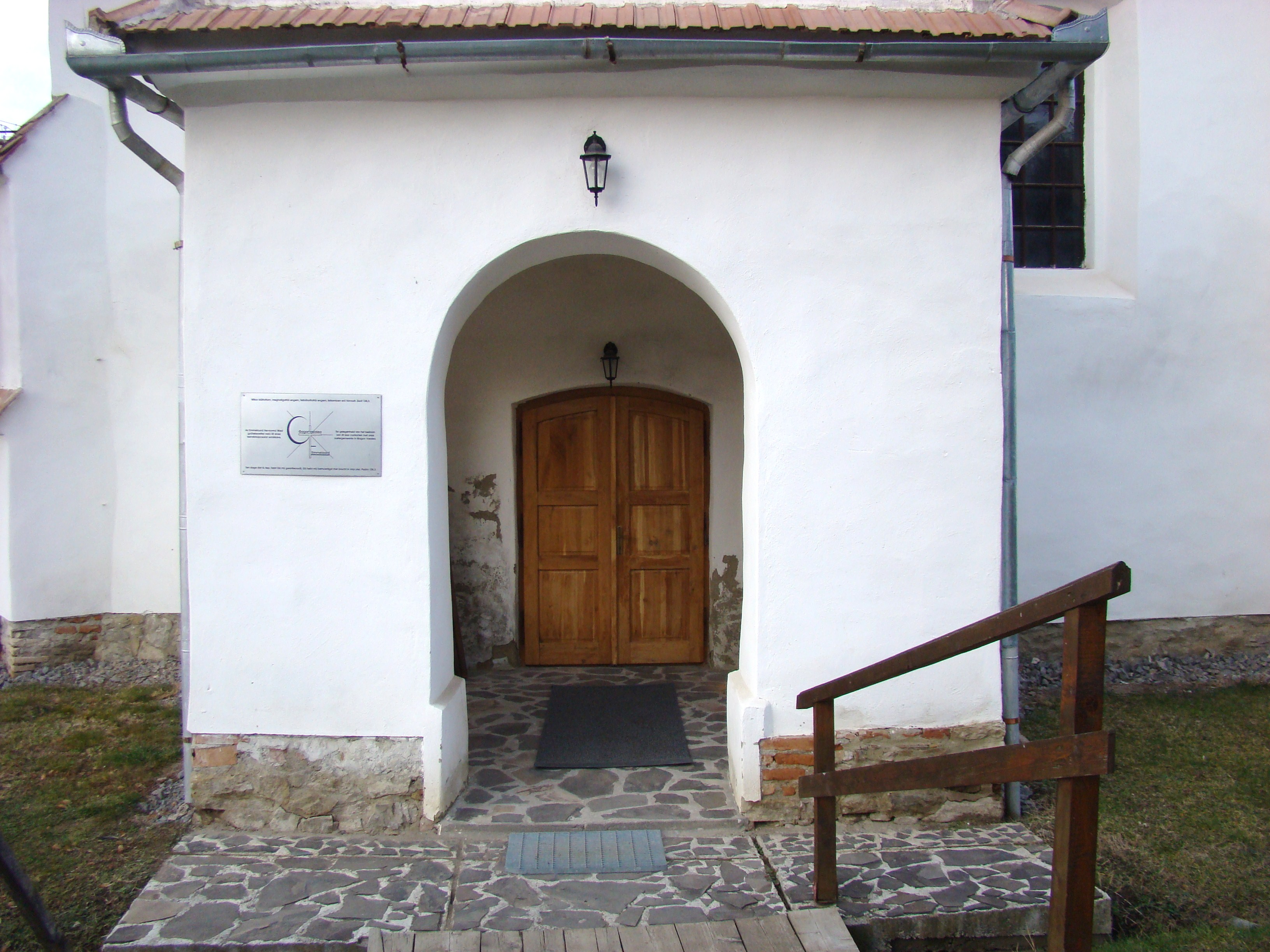
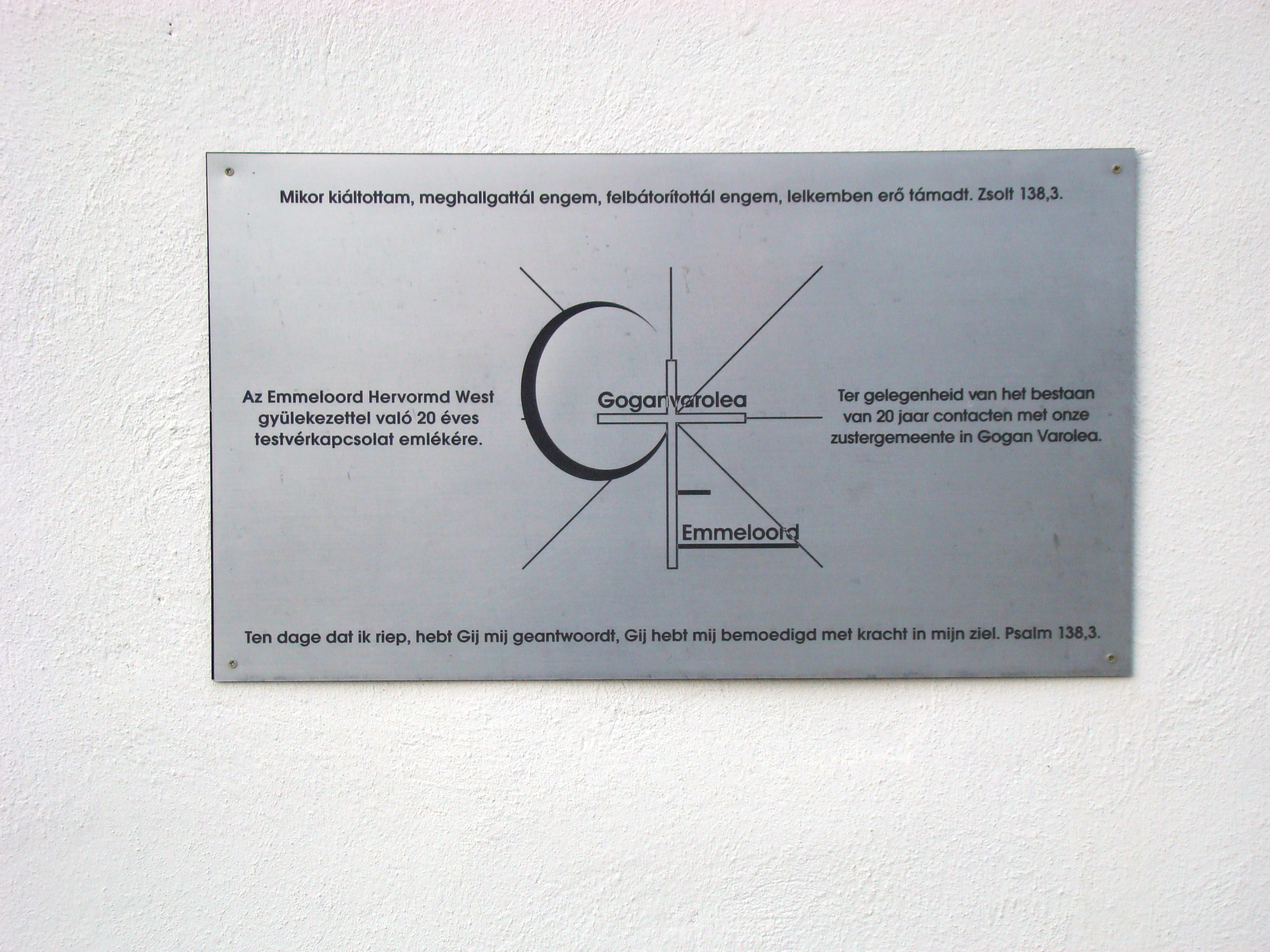
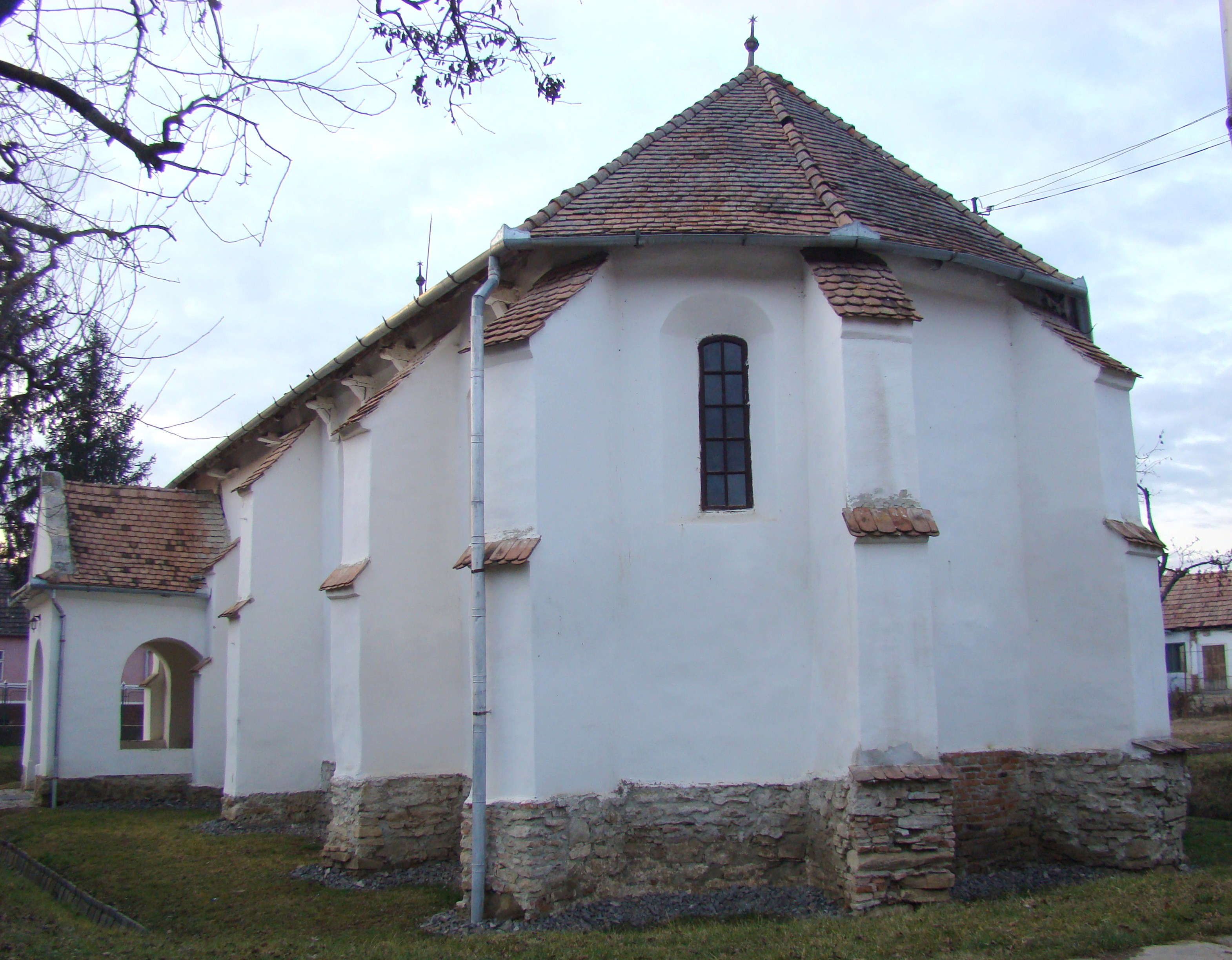
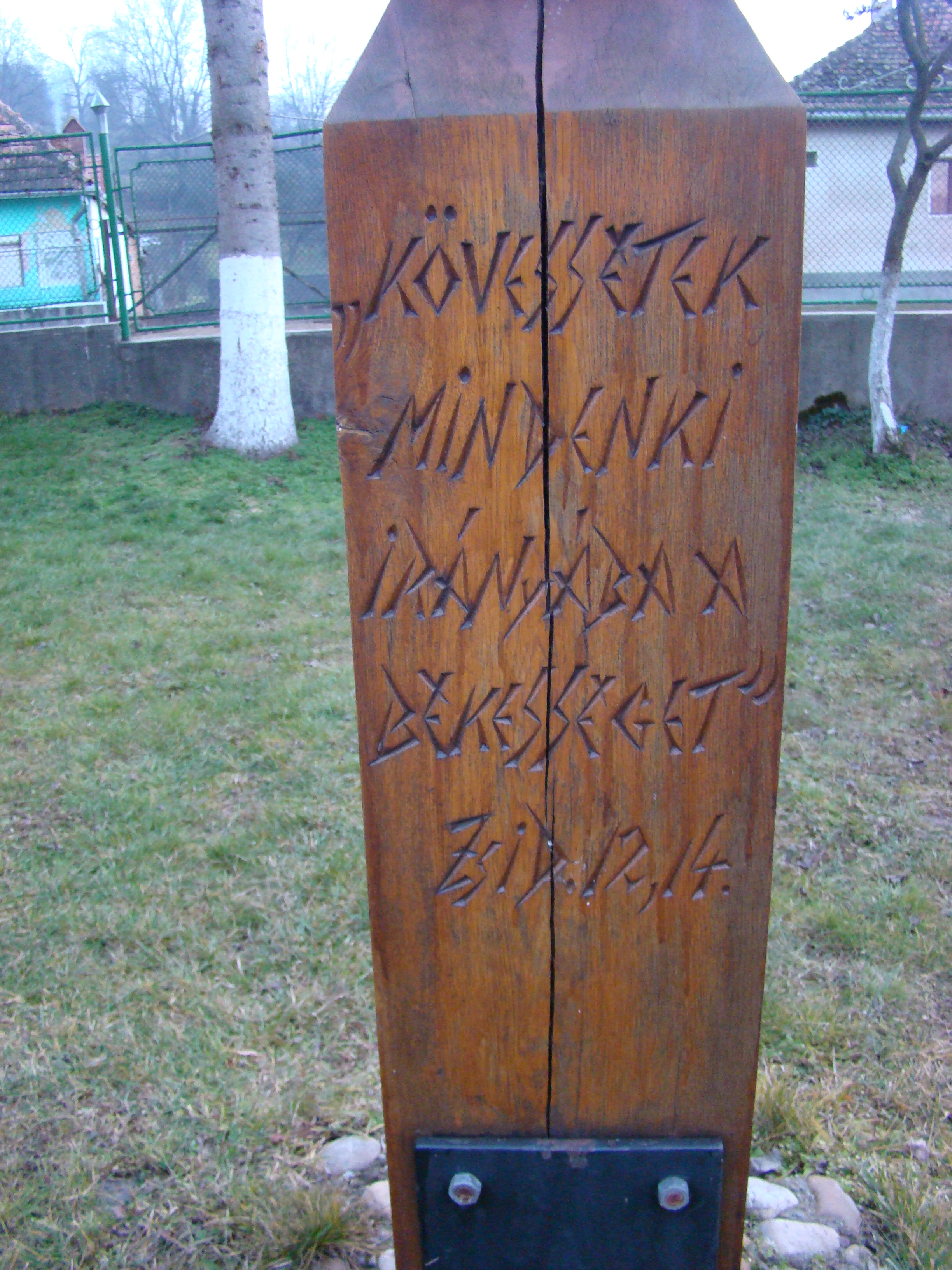
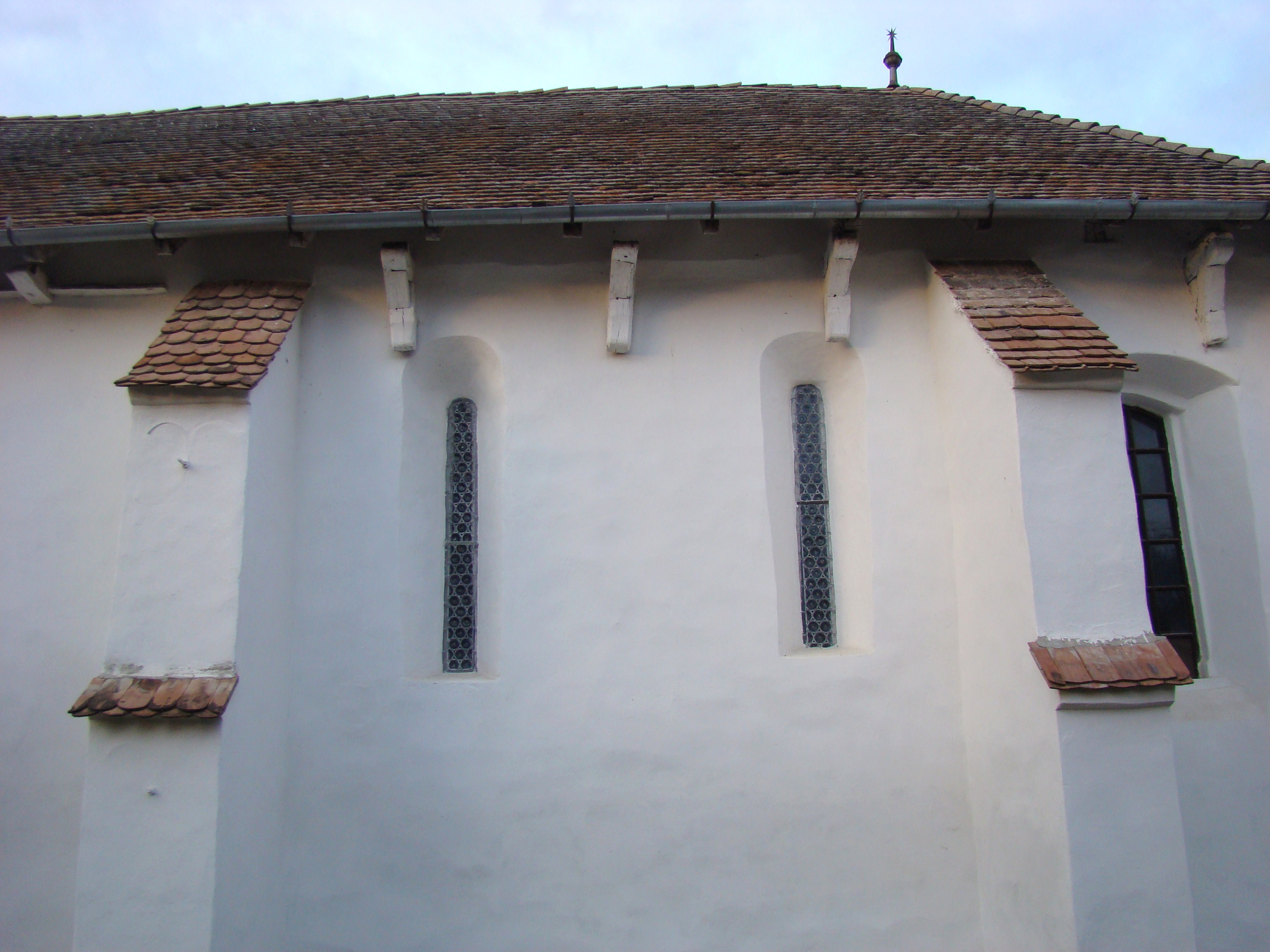
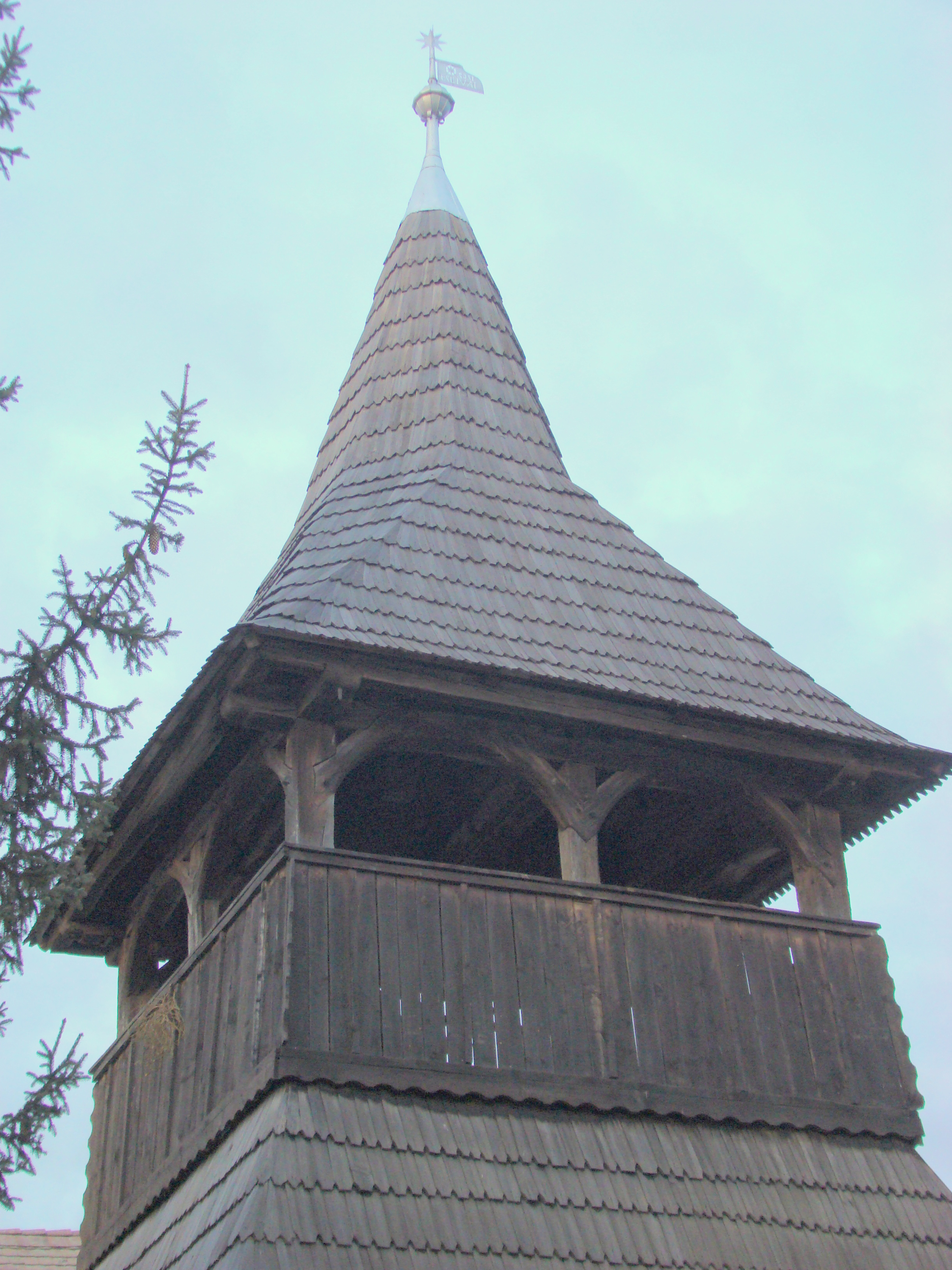
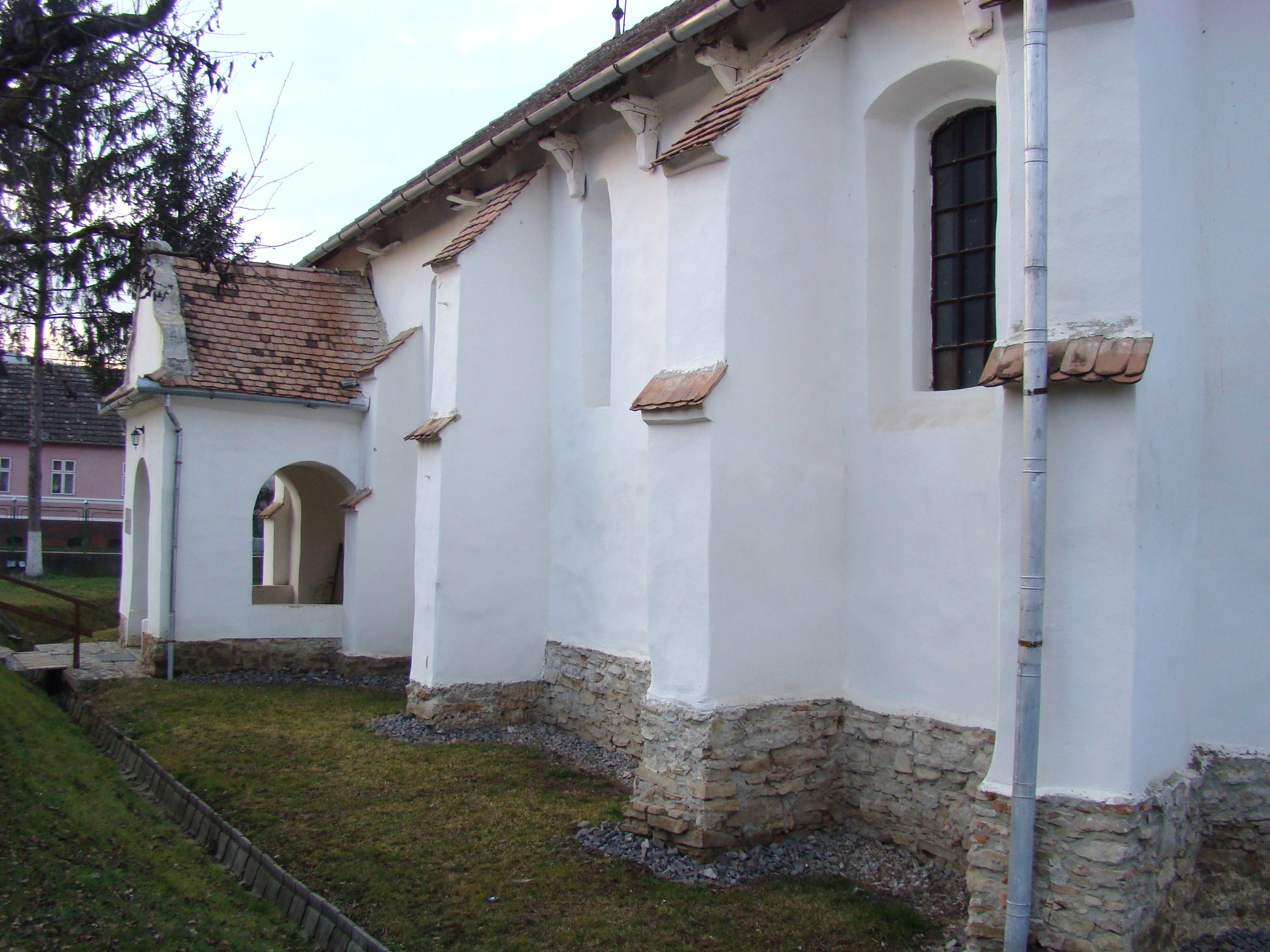
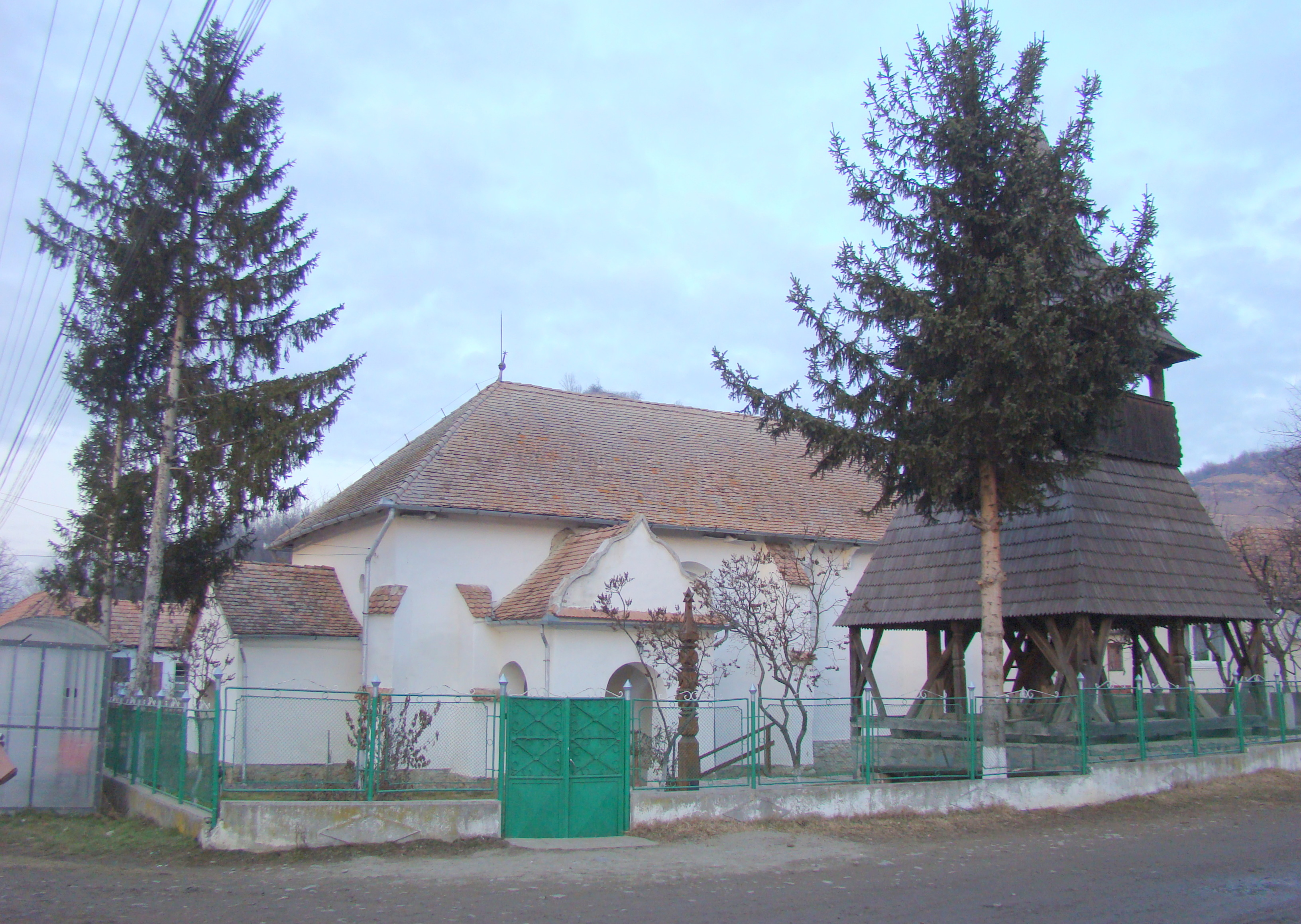
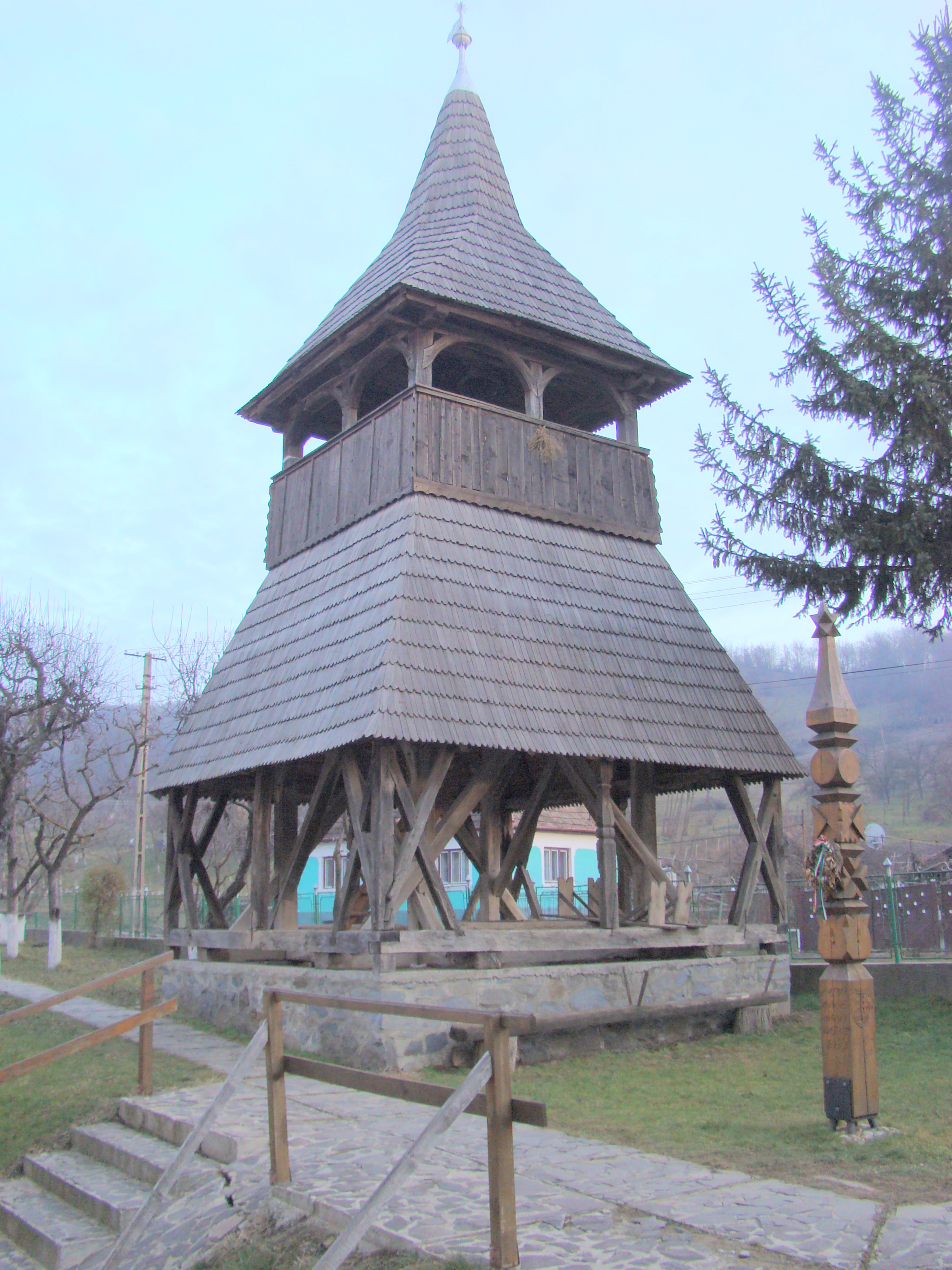
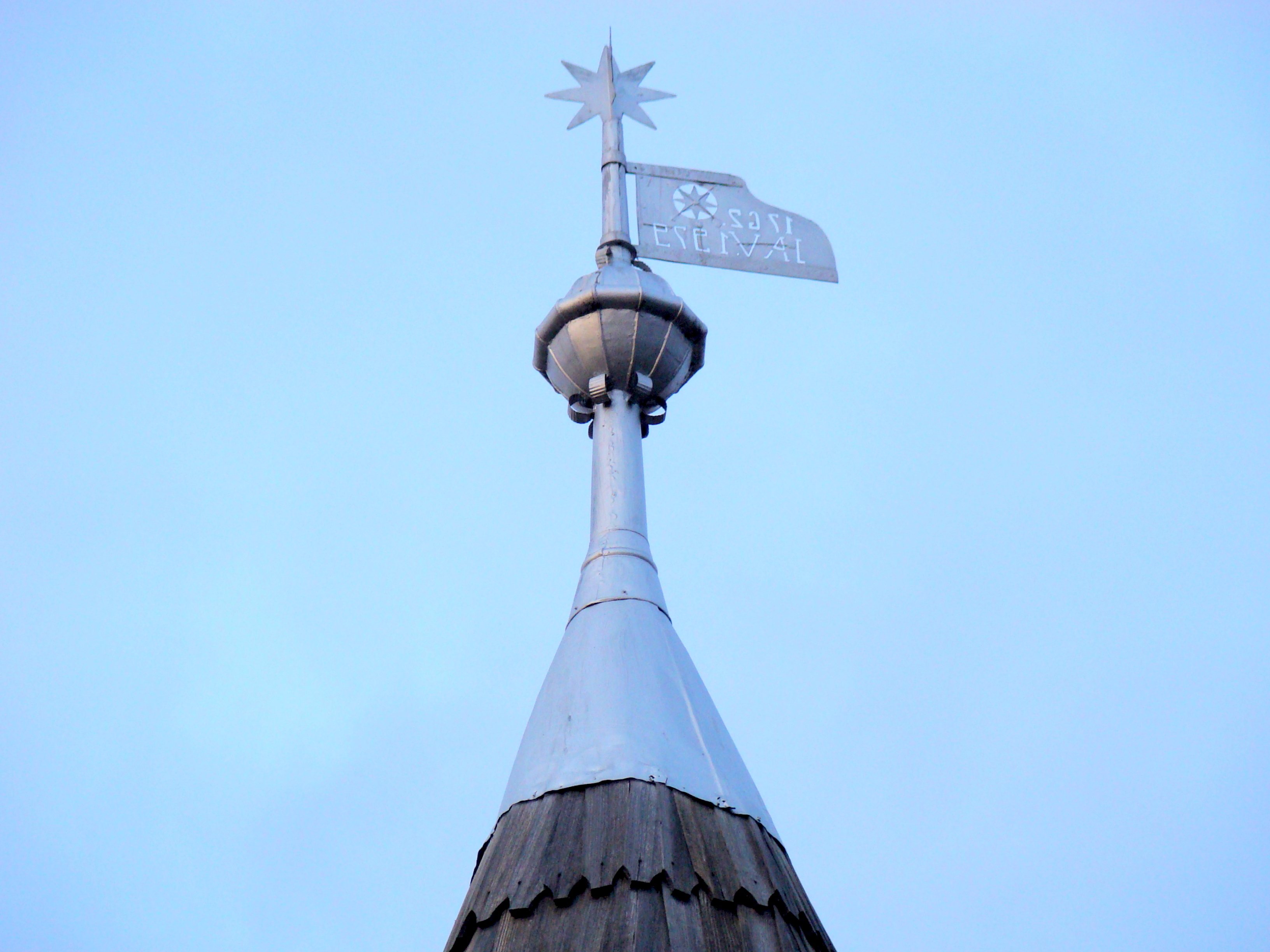

## Imagini din interior

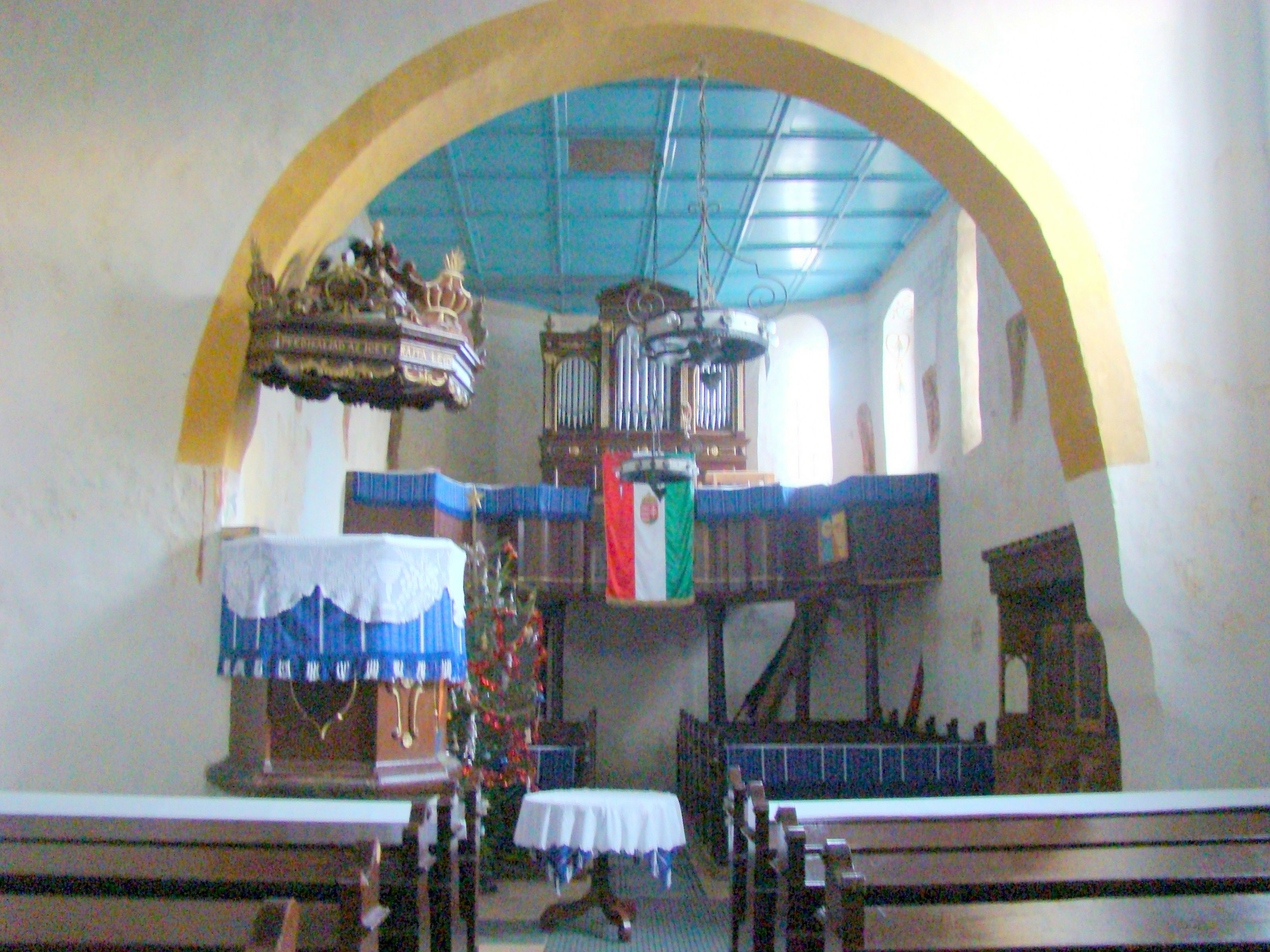
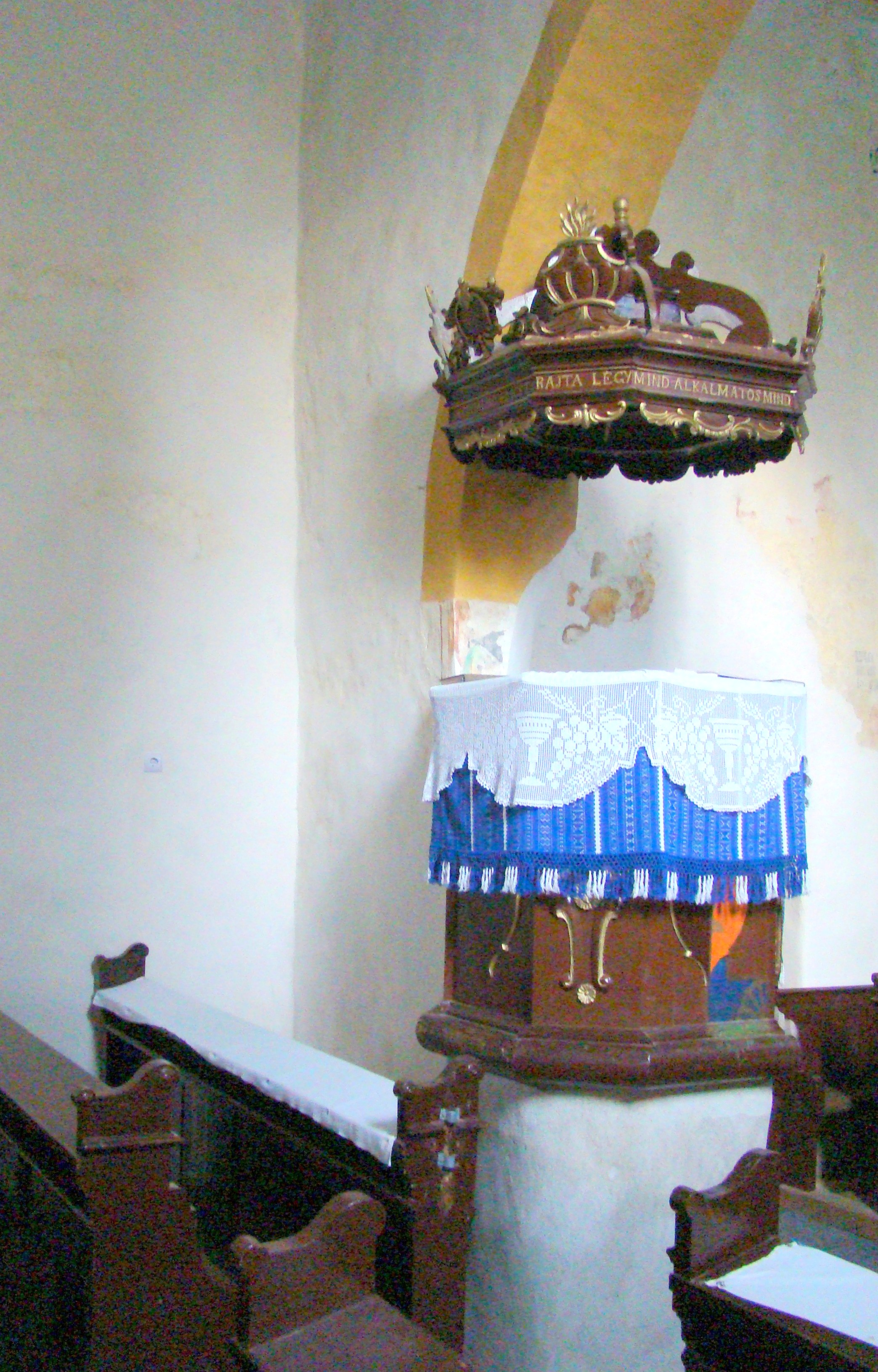
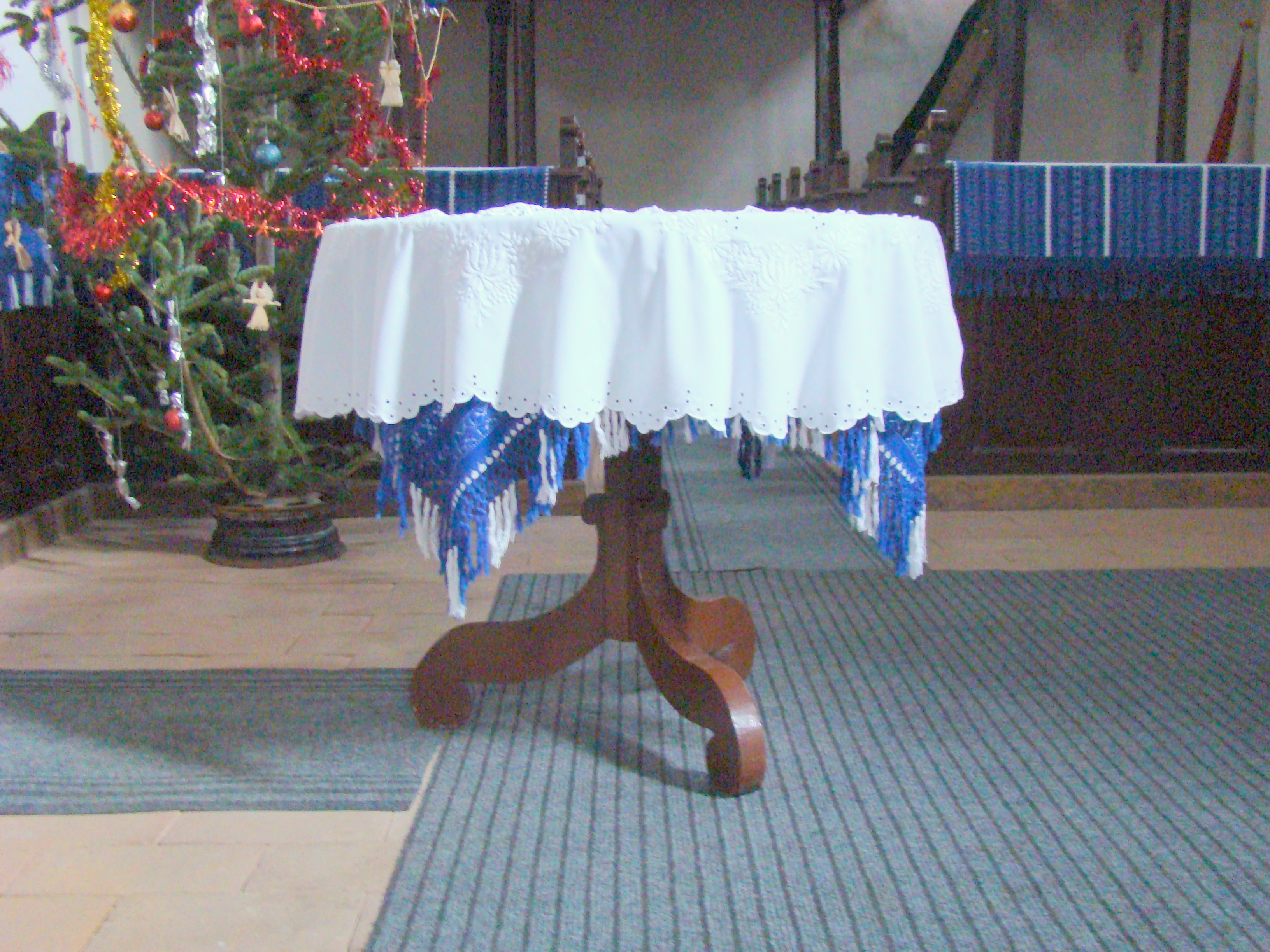
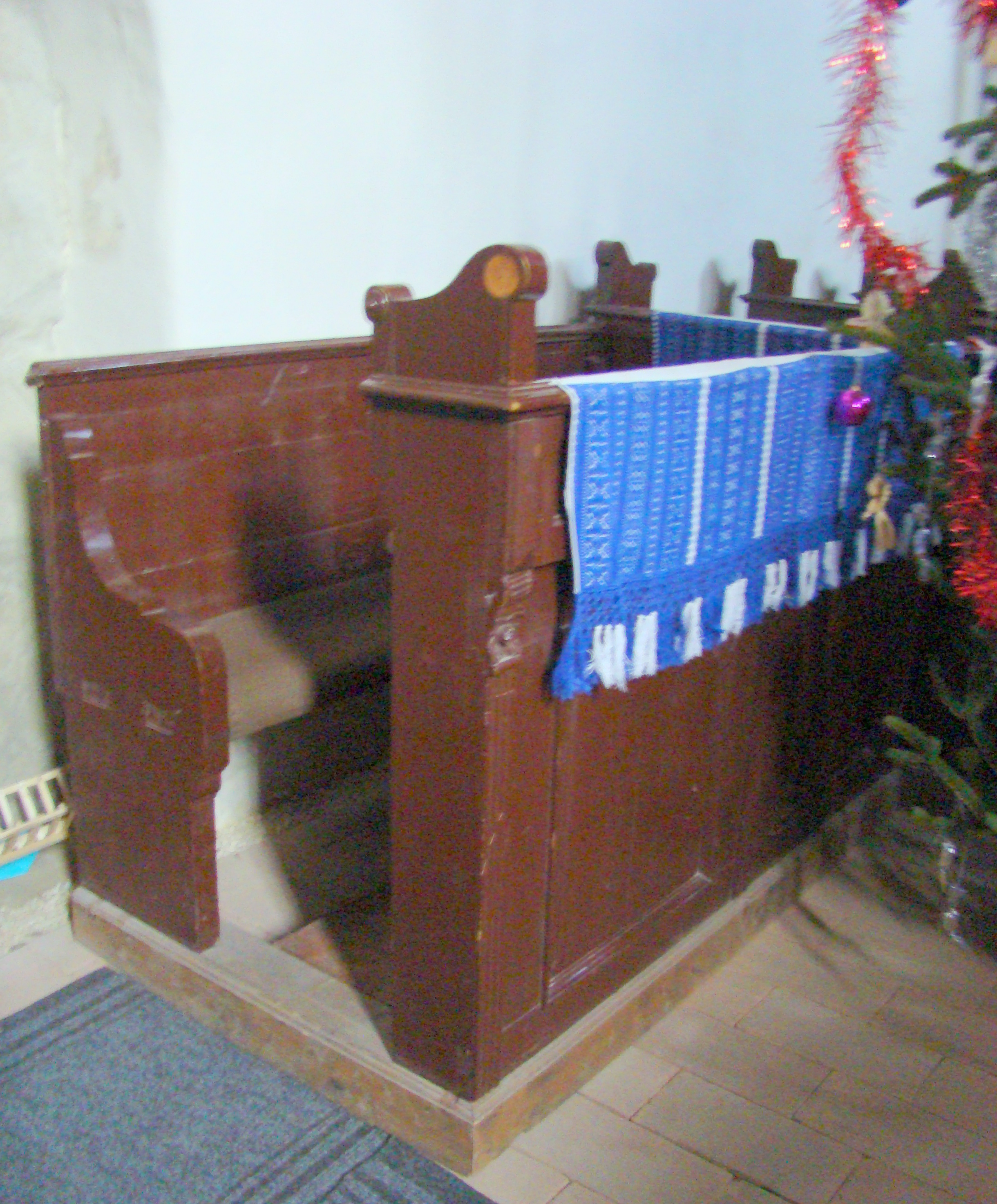
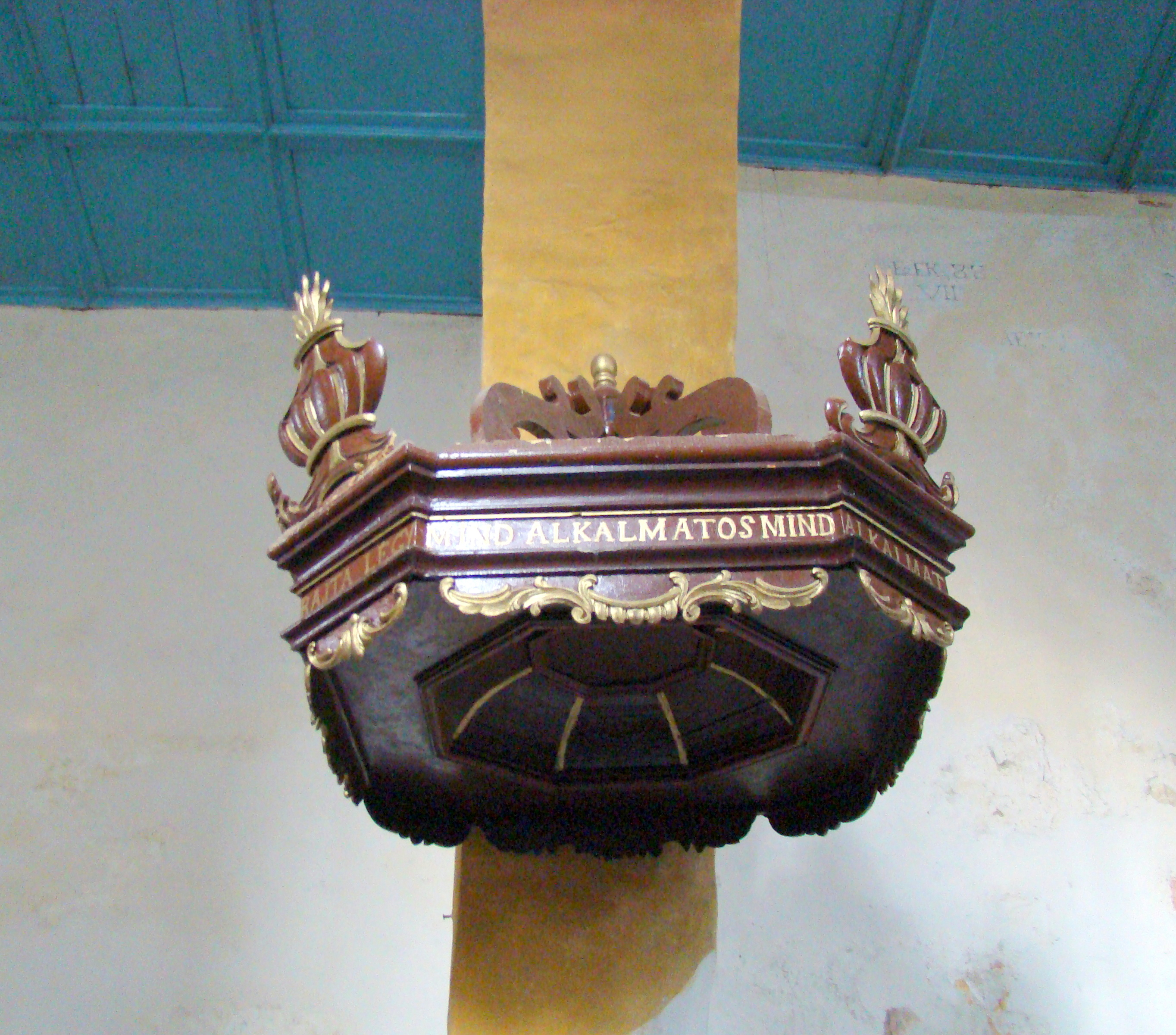
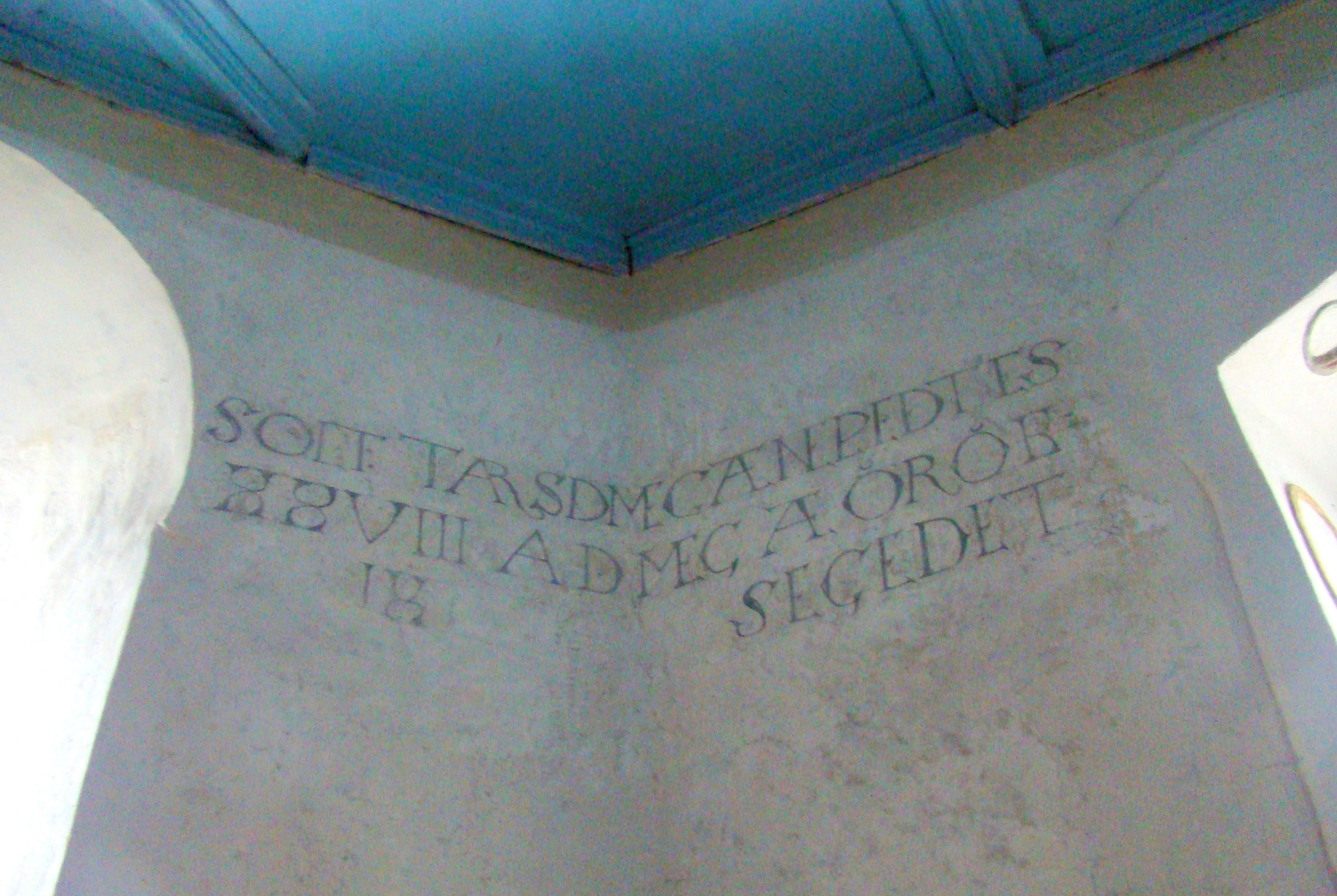
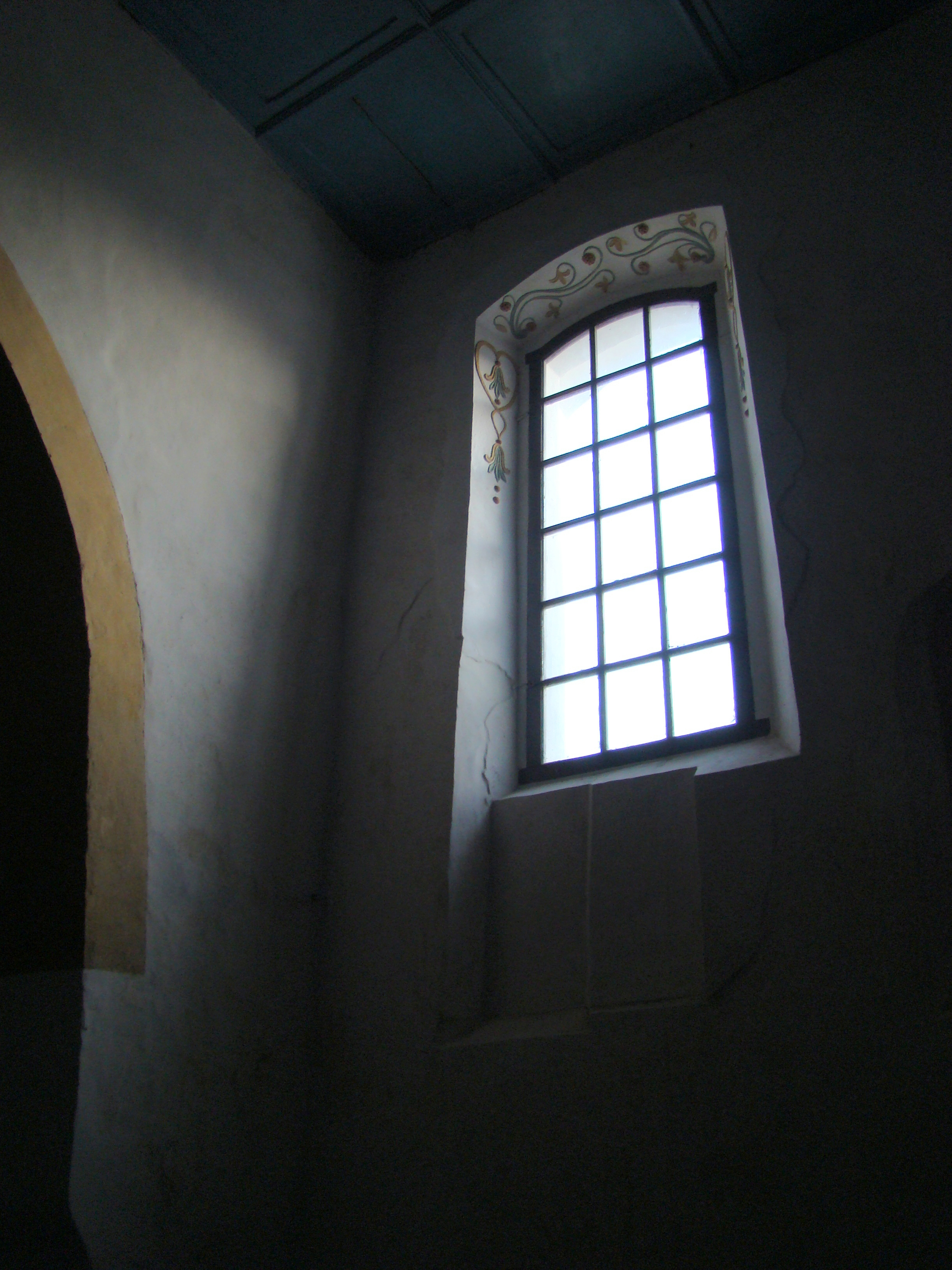
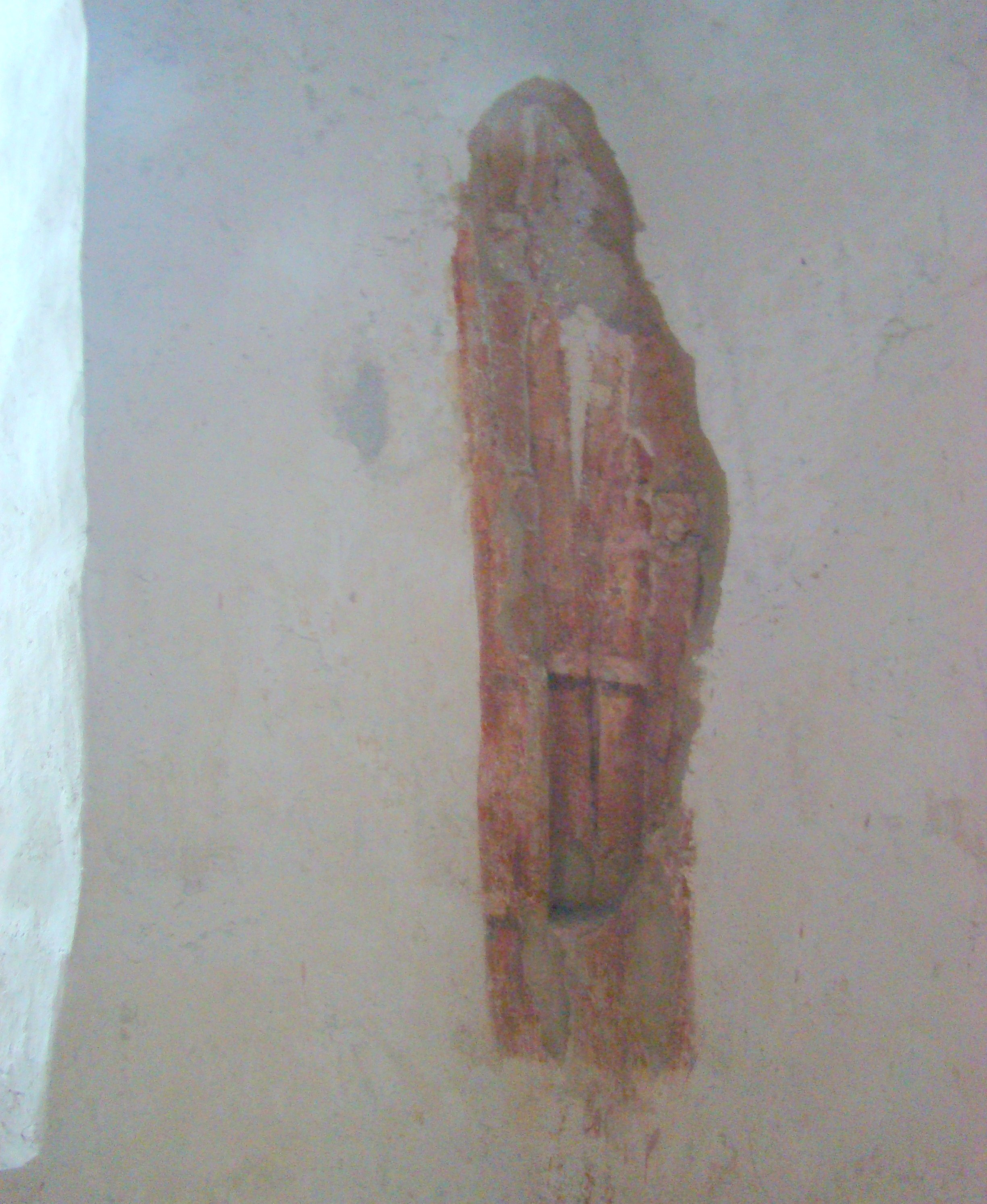
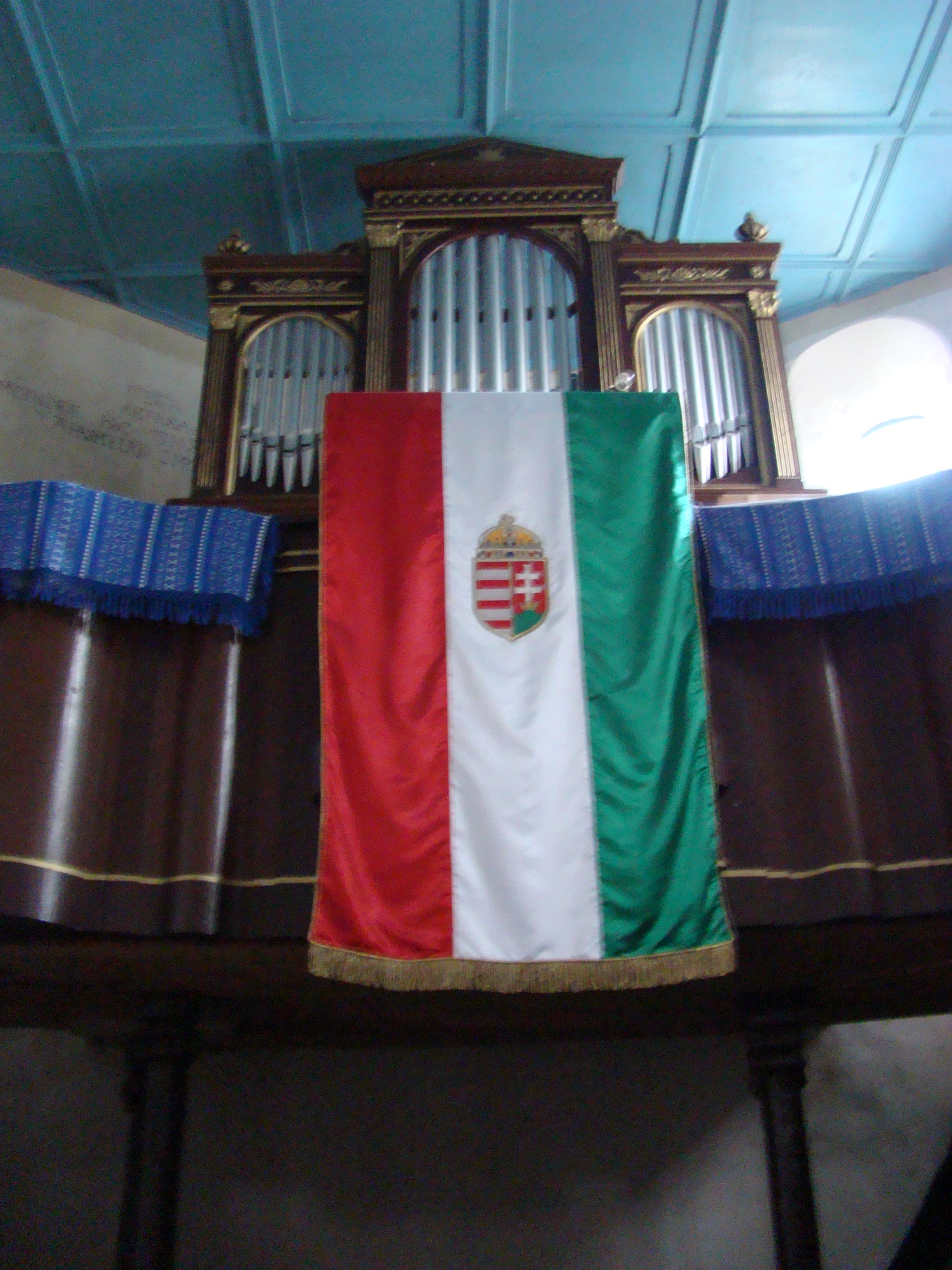
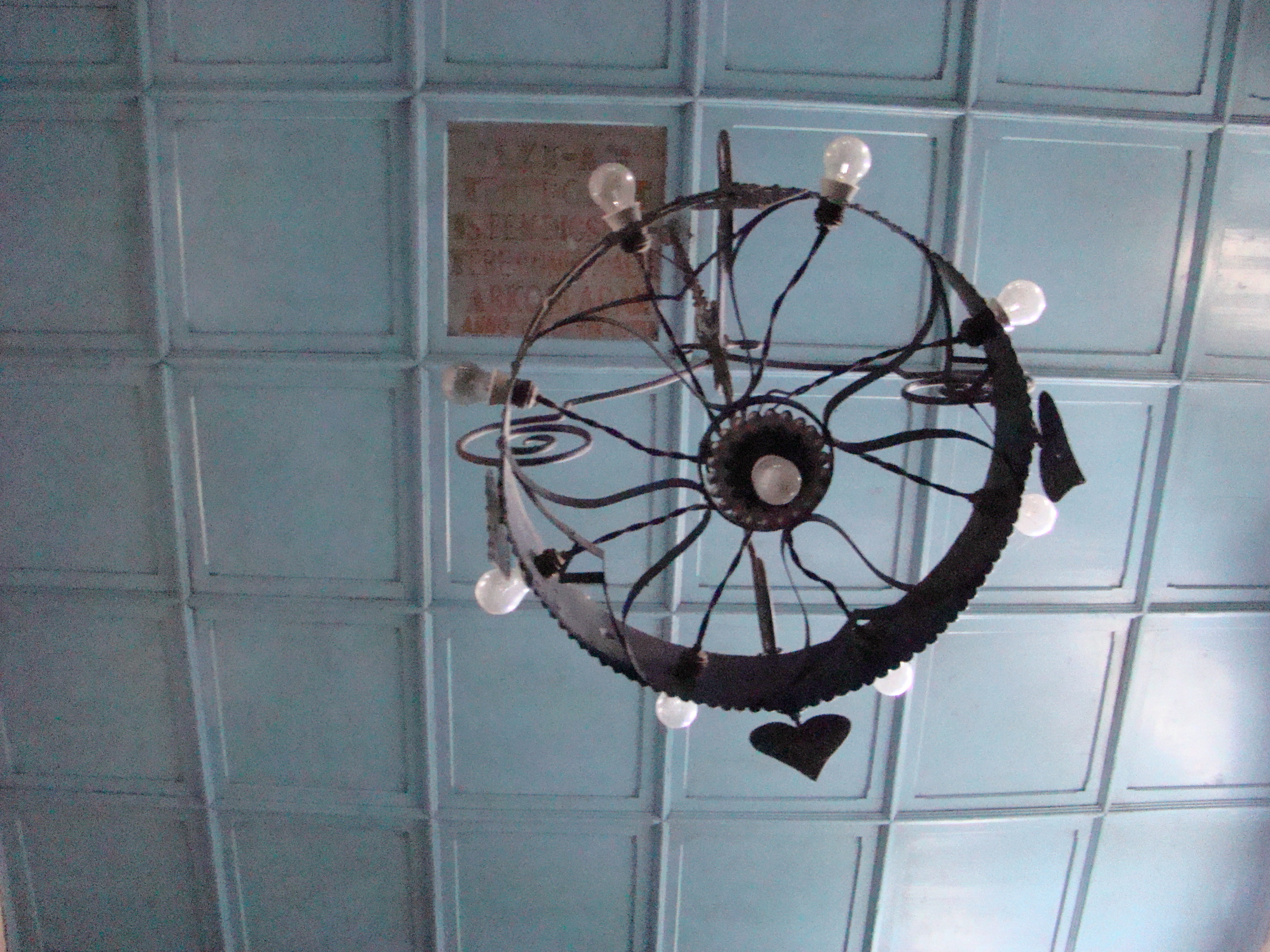
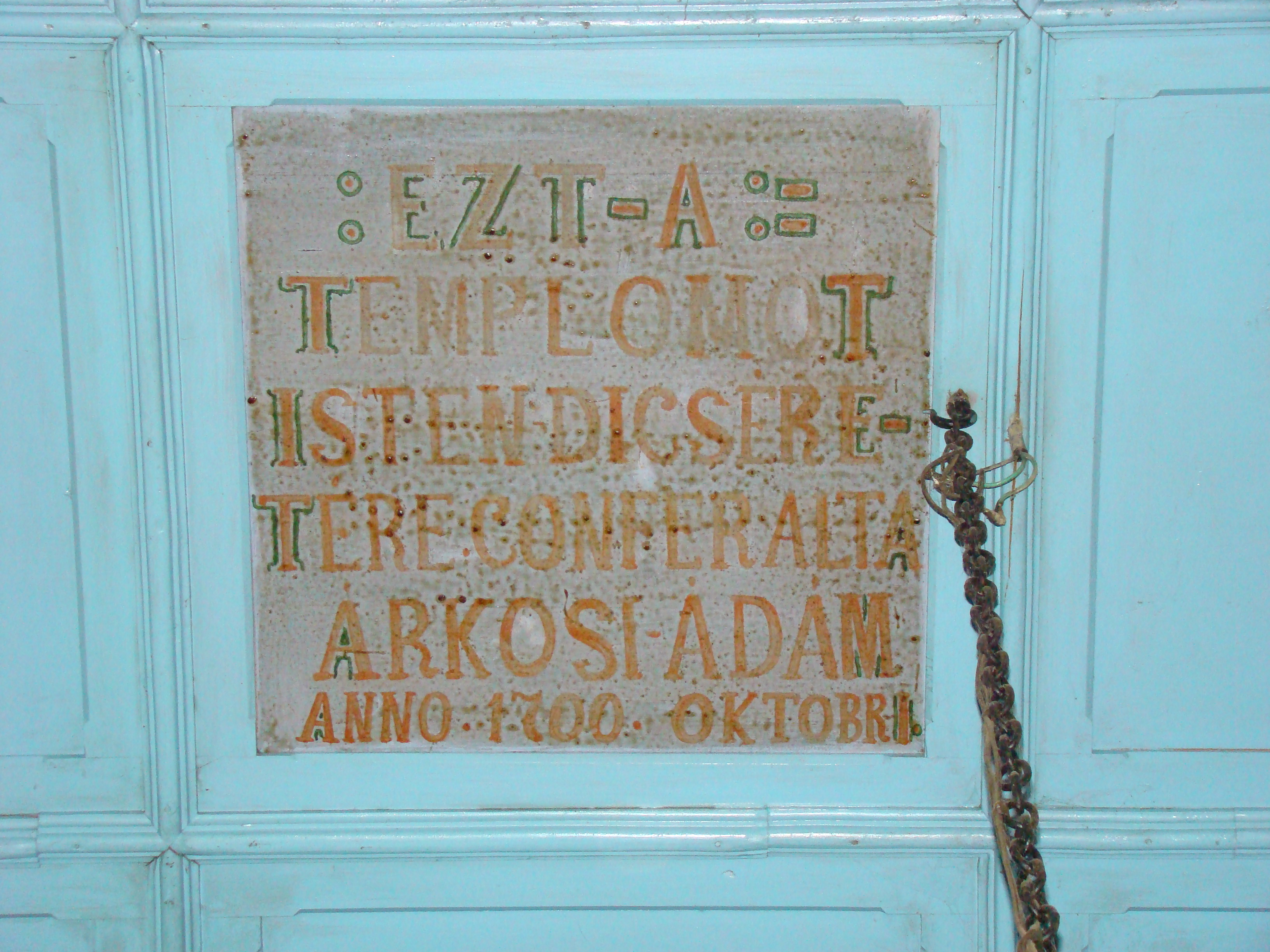
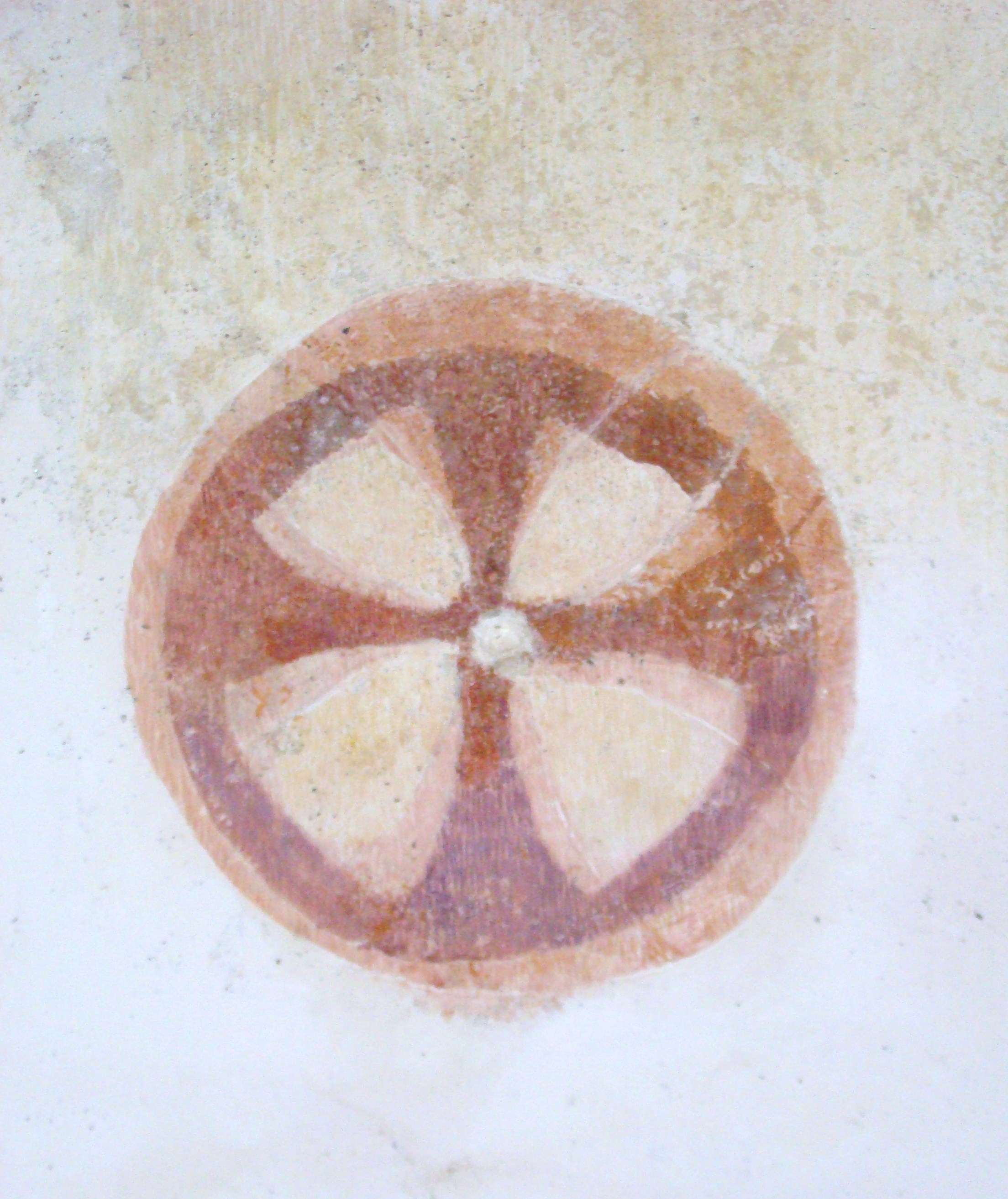
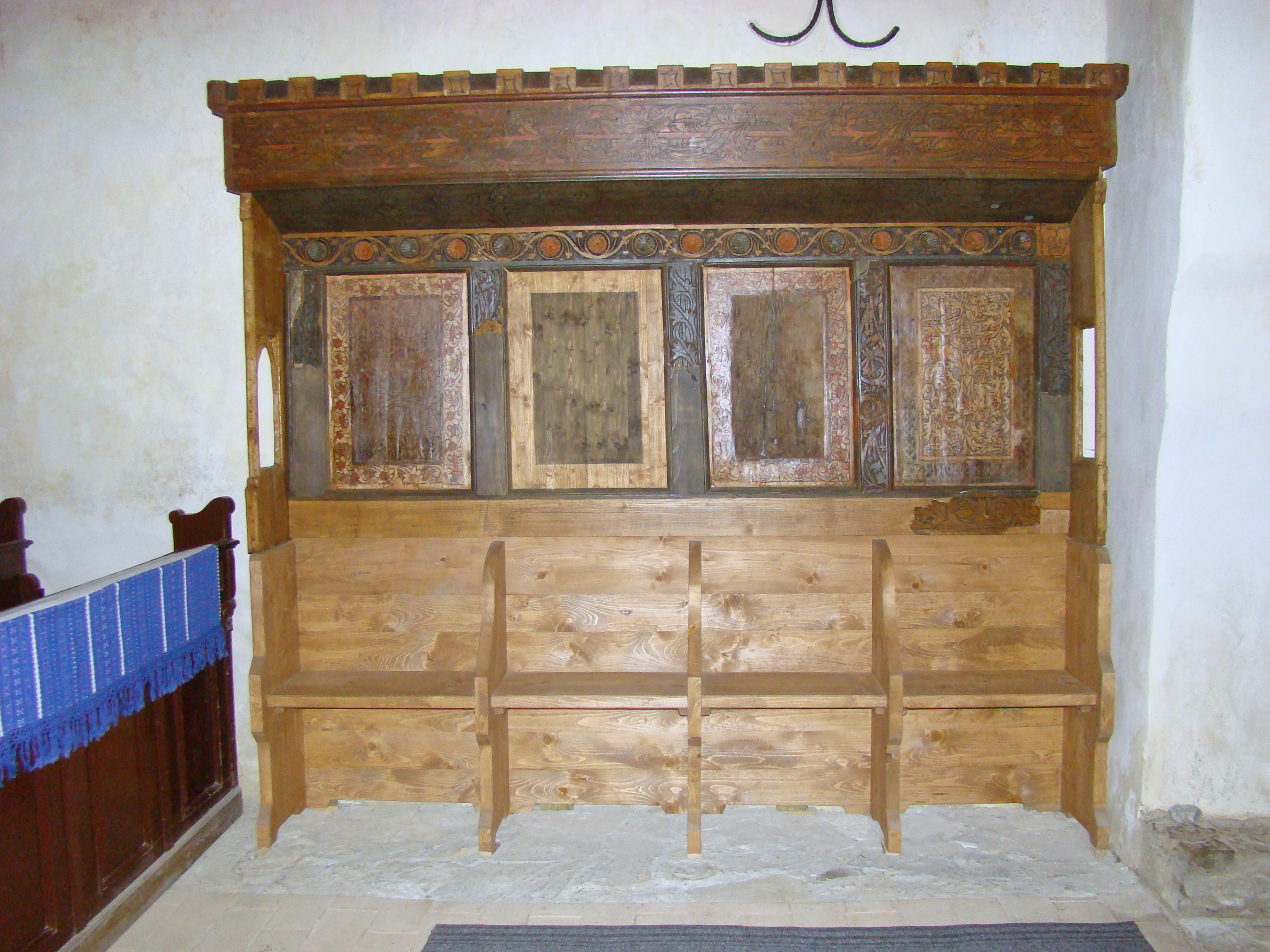
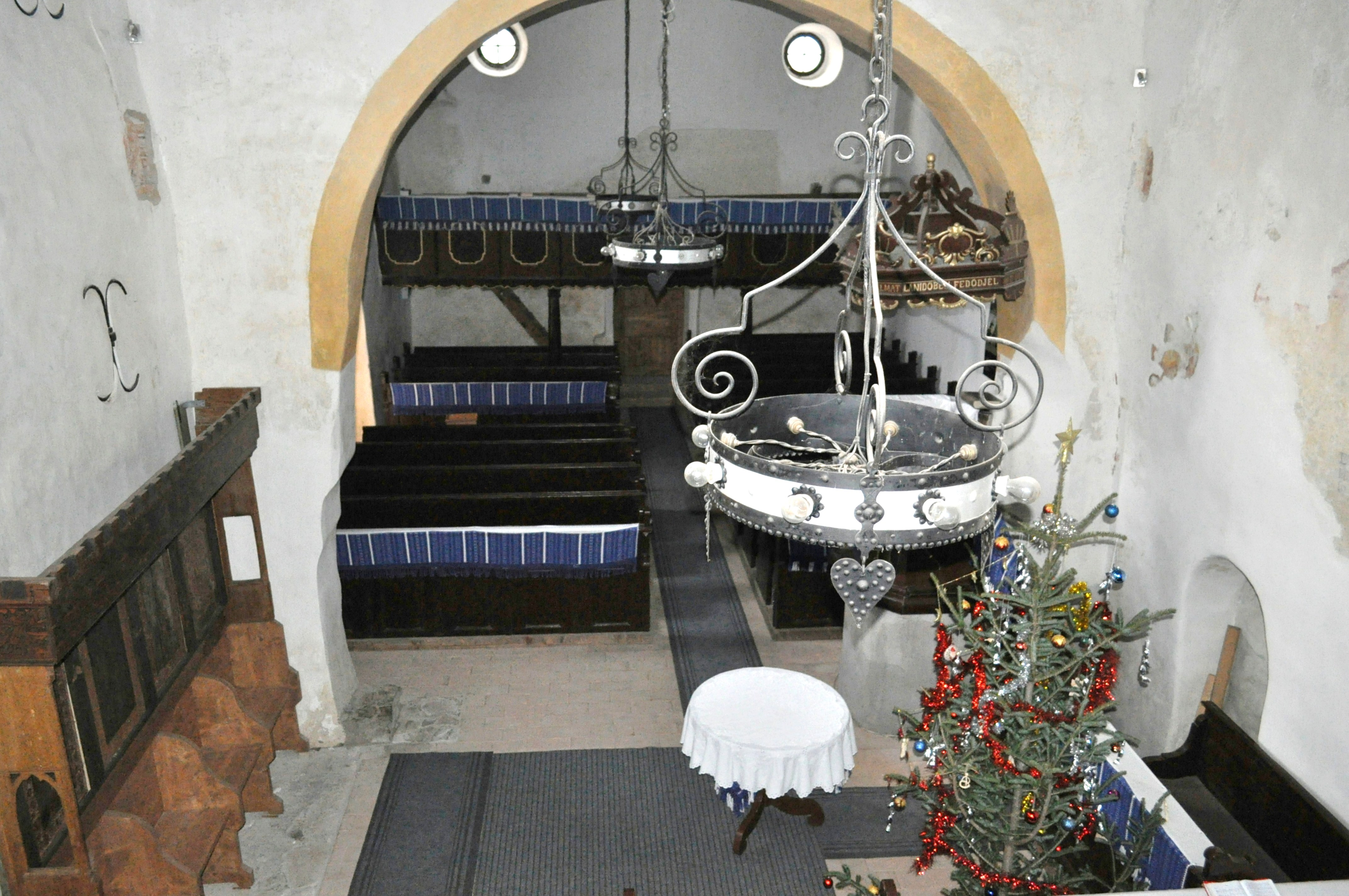
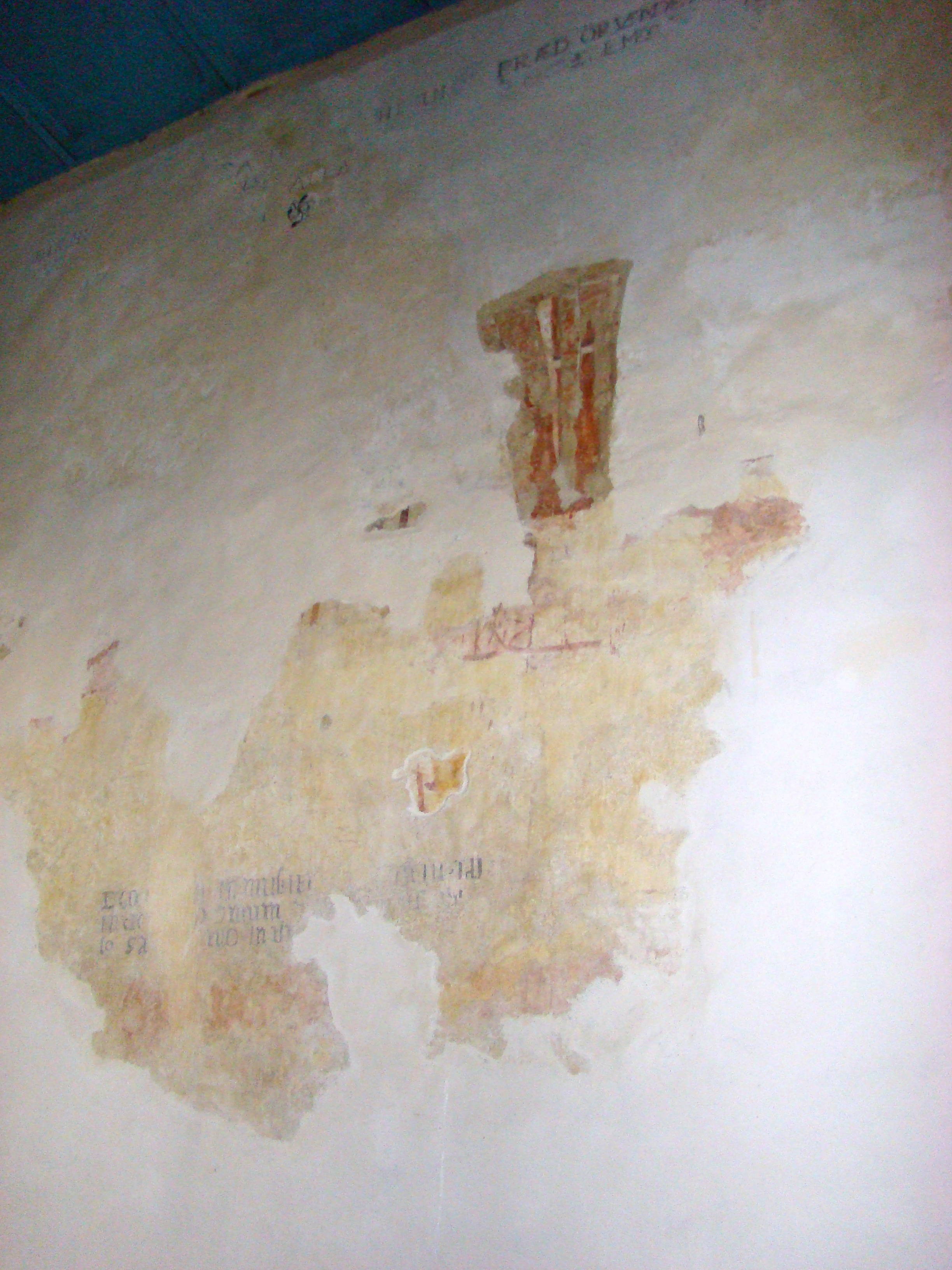
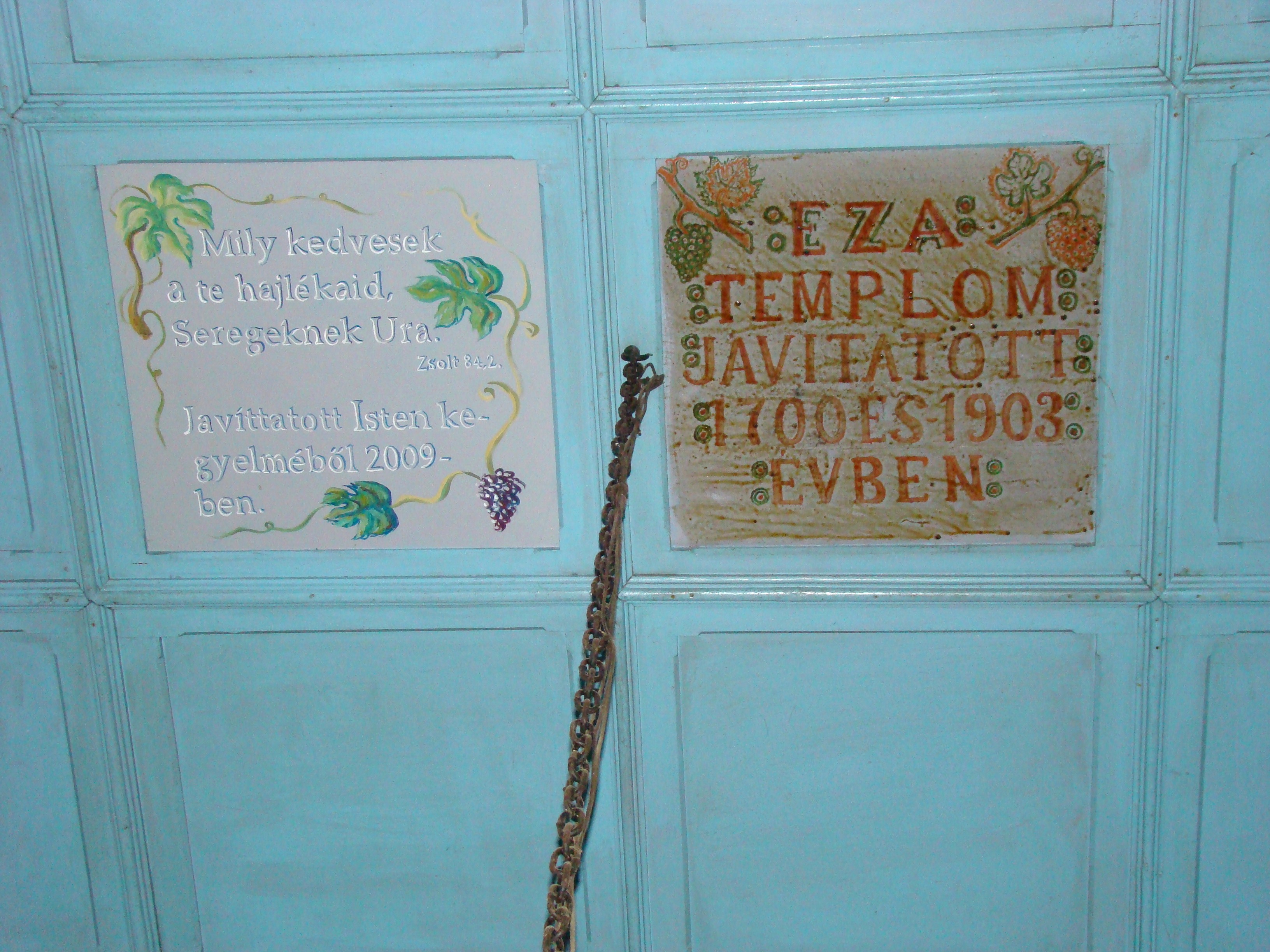
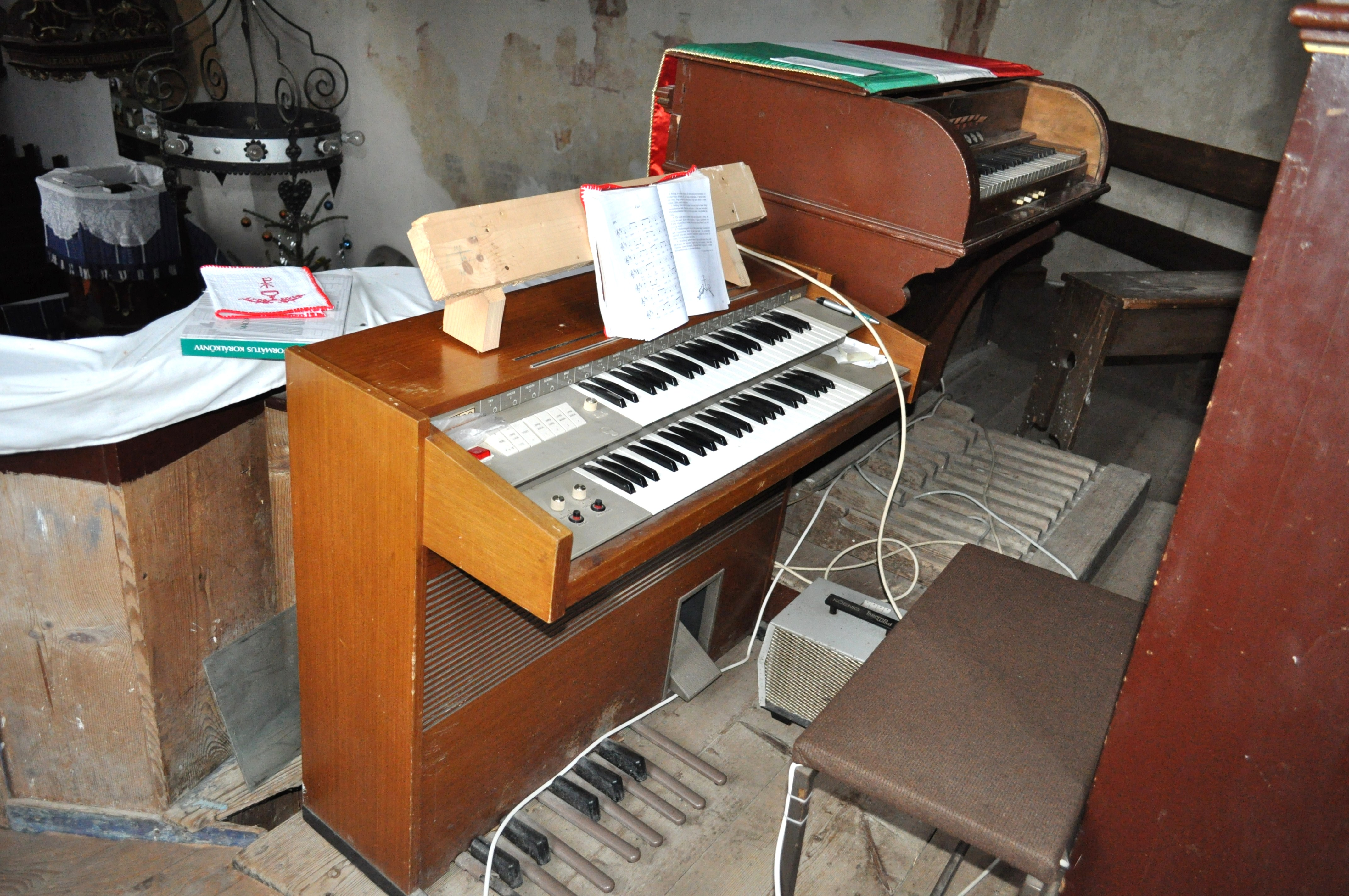
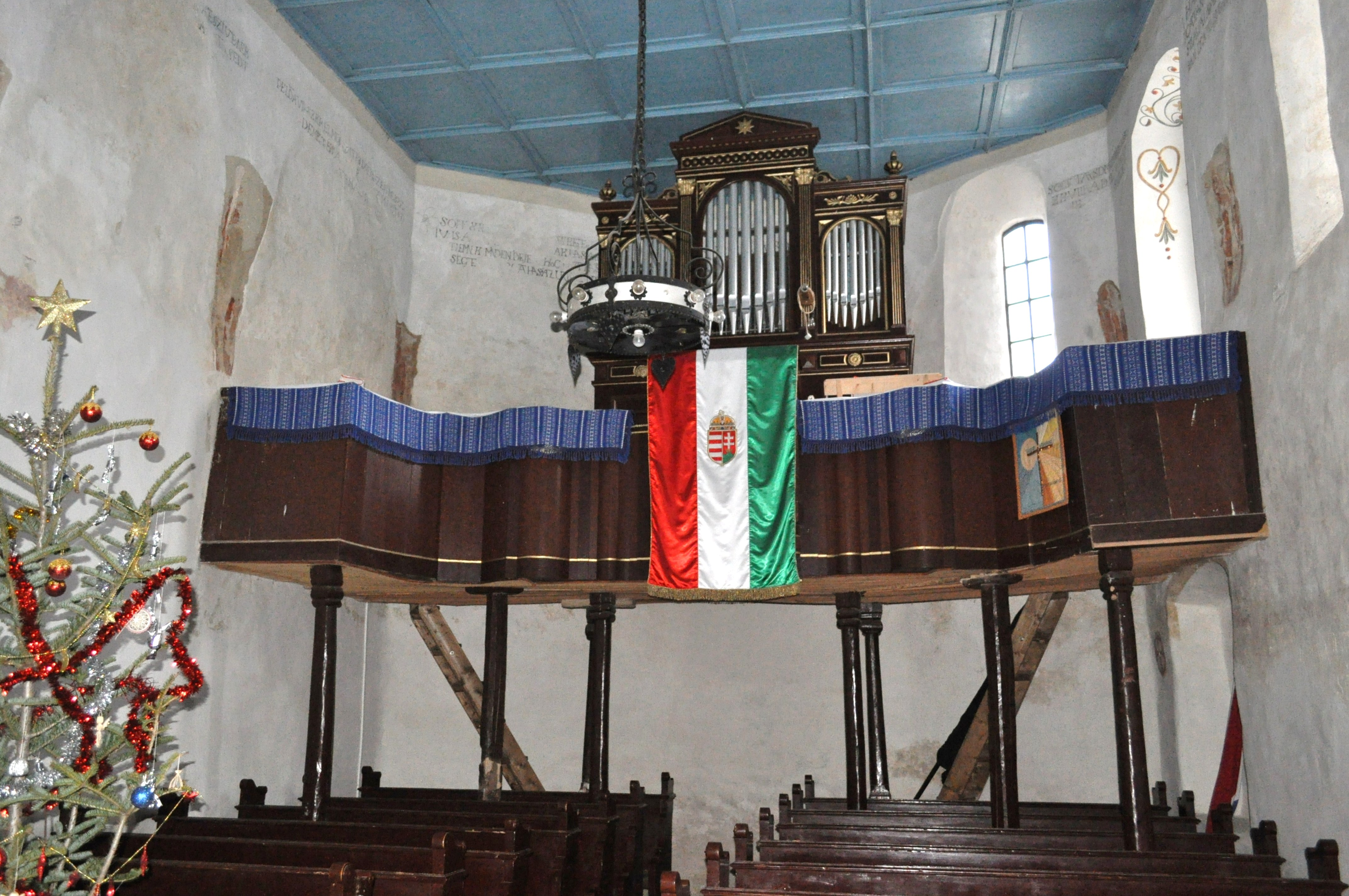
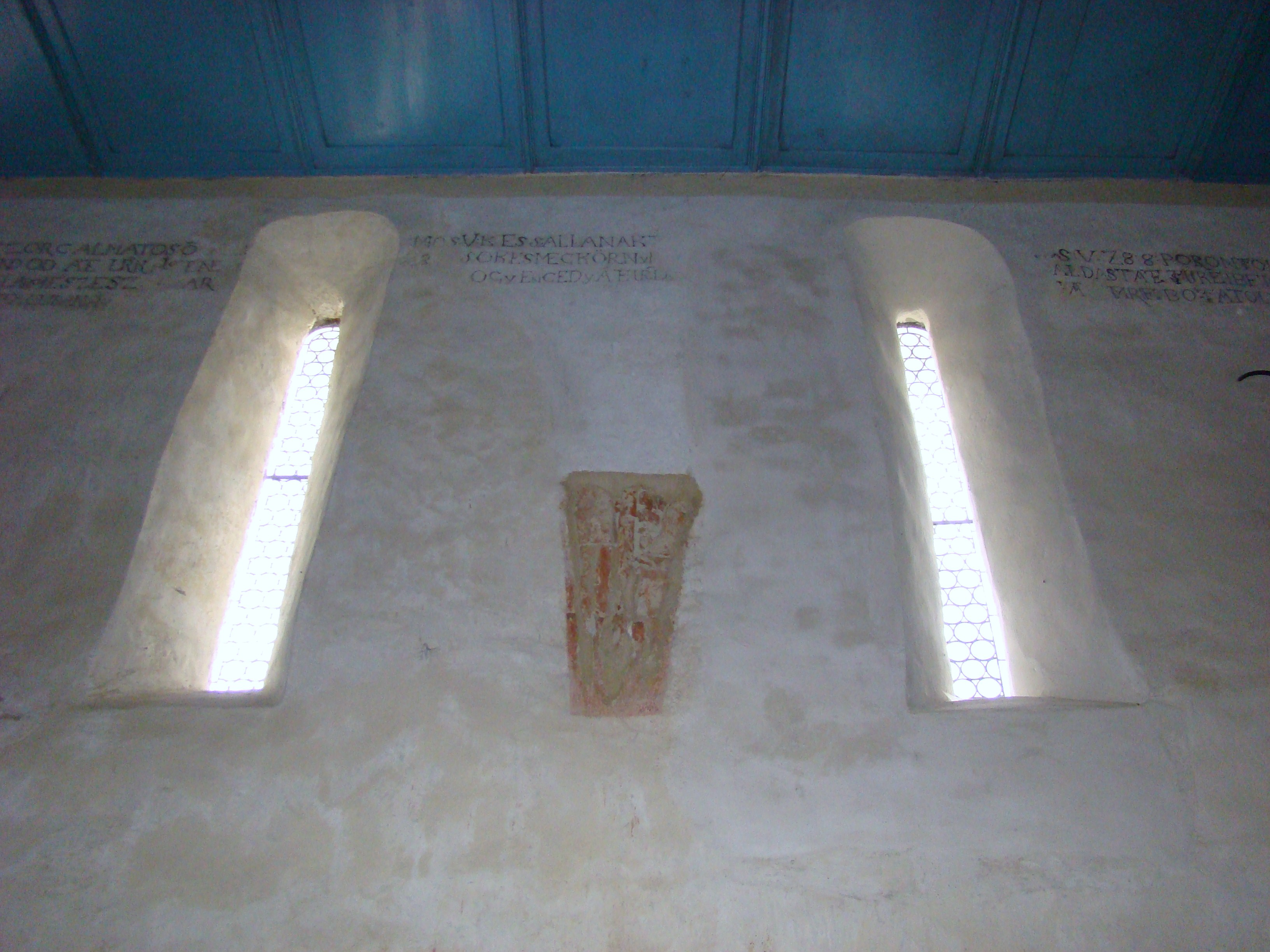
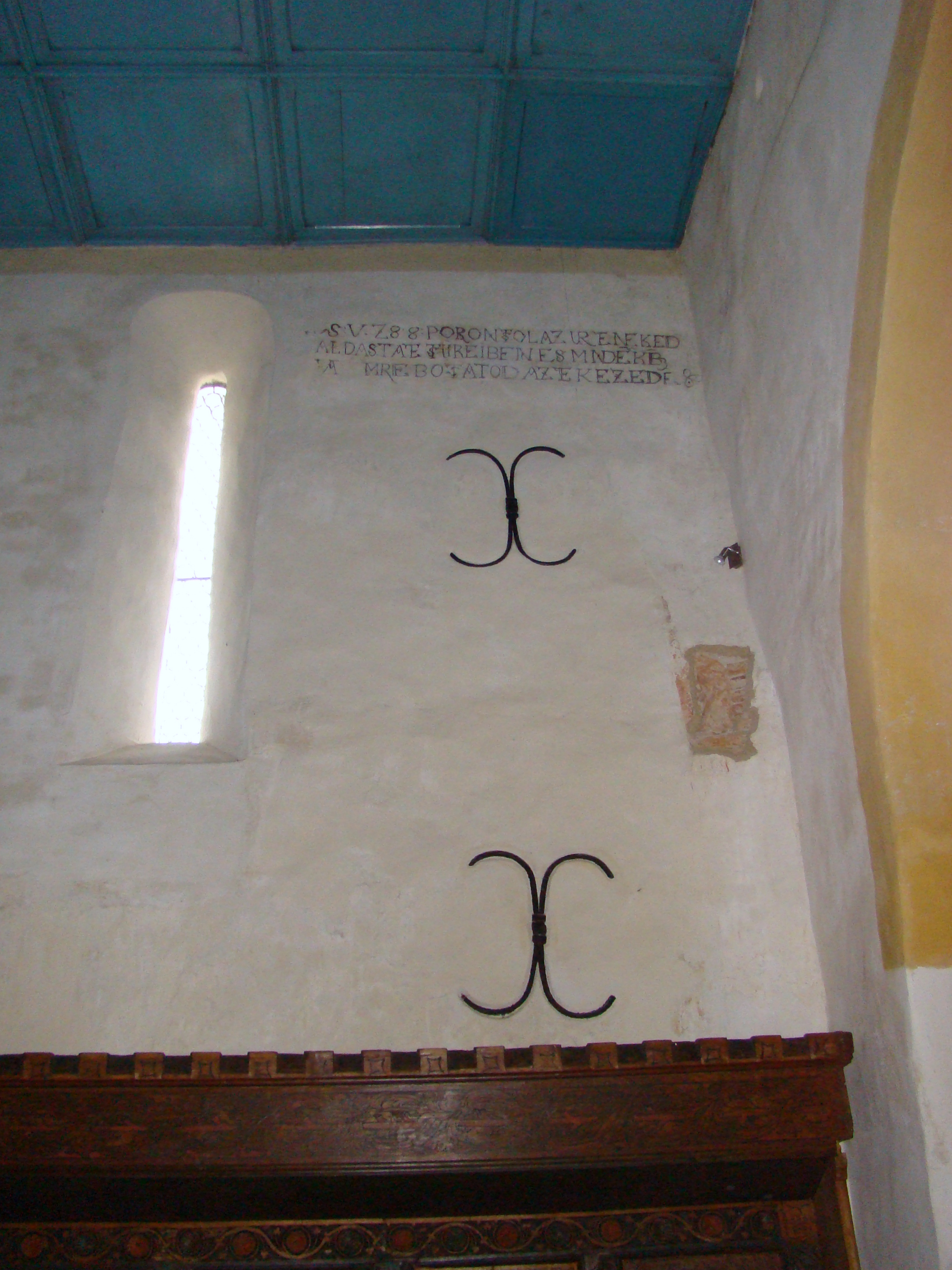
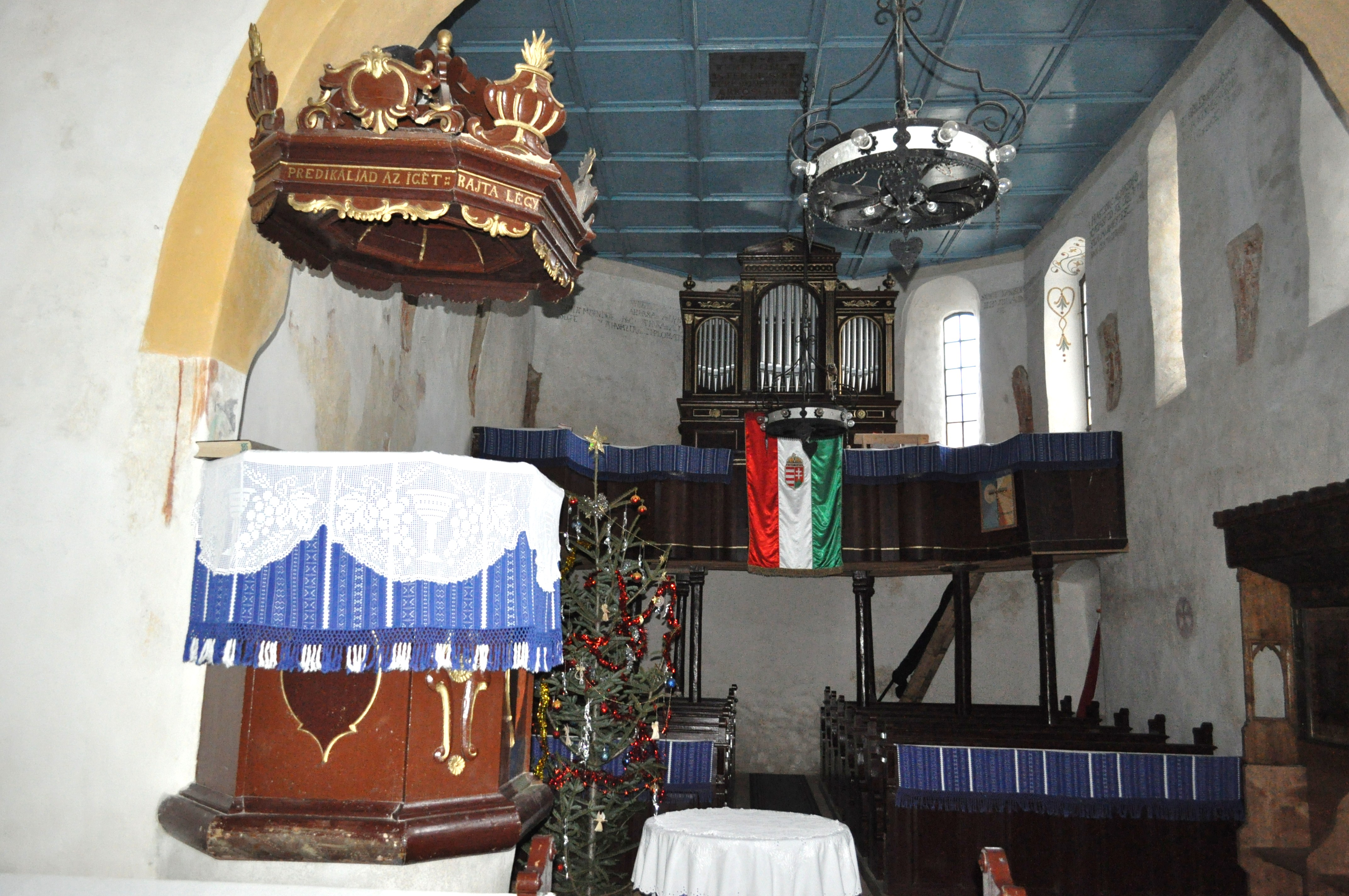
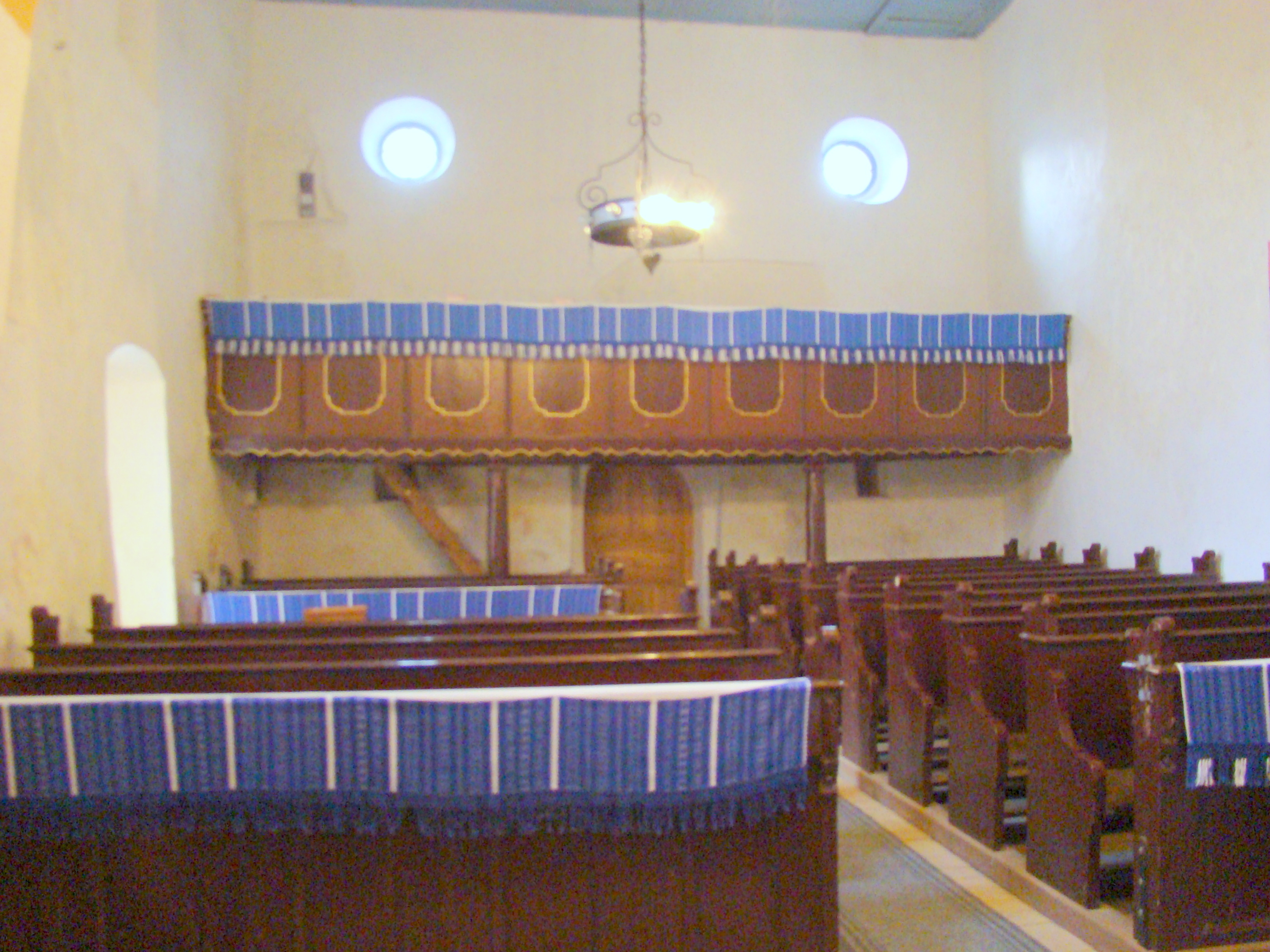
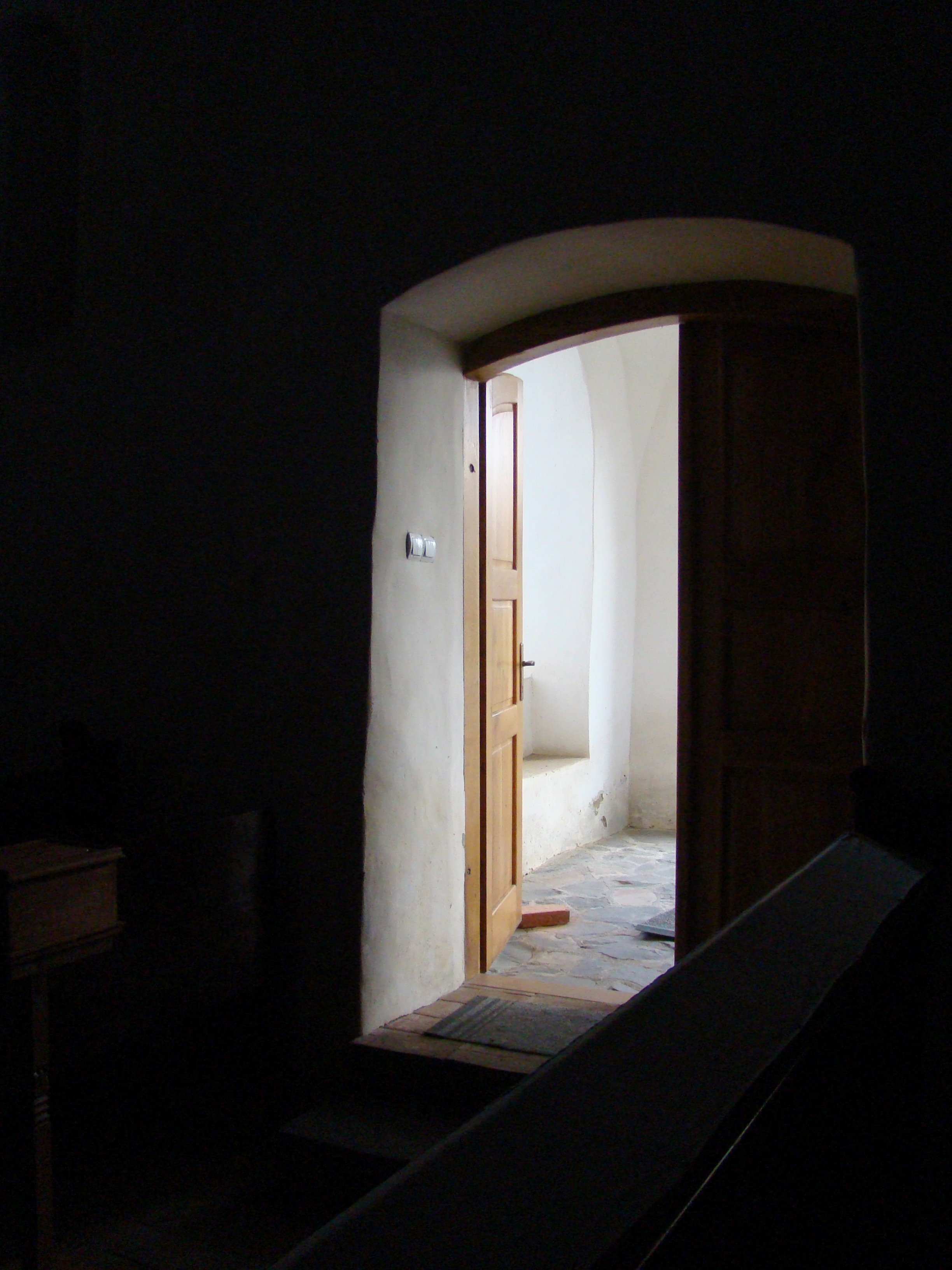

## Vezi și
- Gogan, Mureș